# Хронологія російського вторгнення в Україну (липень 2023)
Ця стаття є частиною хронології повномасштабного російського вторгнення в Україну з 24 лютого 2022 року, яка є частиною хронології російської збройної агресії проти України з 2014 року.
Про події попереднього місяця — див. Хронологія російського вторгнення в Україну (червень 2023), наступного — див. Хронологія російського вторгнення в Україну (серпень 2023)

## 1-10 липня

### 1 липня
У Генеральному штабі України повідомили, що Росія зосередилася на атаках на Лиманському, Бахмутському, Авдіївському та Мар'їнському напрямках, де було відбито до 46 атак. На Лиманському напрямку російсько-терористичні війська провели невдалі атаки в районі Невського та південної Діброви. На Бахмутському напрямку невдалі обстріли відбулися поблизу Богданівки. На Авдіївському та Мар'їнському напрямках відбулися невдалі атаки в районі Авдіївки (за підтримки авіації) та Мар'їнки, де всі атаки були відбиті. Впродовж доби росіяни здійснили один ракетний наліт, 27 авіаударів та близько 80 обстрілів з реактивних систем по українських позиціях та населених пунктах. Українська авіація завдала 10 авіаударів по районах зосередження військ, два — по зенітних ракетних комплексах та один — по блокпосту, а артилерія обстріляла командний пункт, чотири райони зосередження, склад боєприпасів, 27 артилерійських установок, зенітну установку та дві радіостанції.
У зведенні повідомлялося, що у Бердянську працює цілодобовий пересувний крематорій, йдеться у повідомленні: «Окупаційні війська щодня зазнають значних втрат, які намагаються приховати, продовжують традиційну практику позбавлення родин загиблих пільг та компенсацій, що розрекламовані пропагандою. З цією метою вони активно використовують мобільні крематорії».
Президент України Володимир Зеленський на пресконференції з прем'єр-міністром Іспанії Педро Санчесом у Києві заявив, що «Україна буде готовою до перемовин із Росією після того, як Збройні сили України вийдуть на кордони 1991 року».
Голова Запорізької обласної державної адміністрації Юрій Малашко повідомив, що внаслідок російського обстрілу в Малій Токмачці загинула одна людина. Двоє людей отримали поранення в селі Преображенськ. Голова Харківської обласної державної адміністрації Олег Синєгубов повідомив, що четверо людей отримали поранення після обстрілу Балаклії з «Торнадо».

### 2 липня

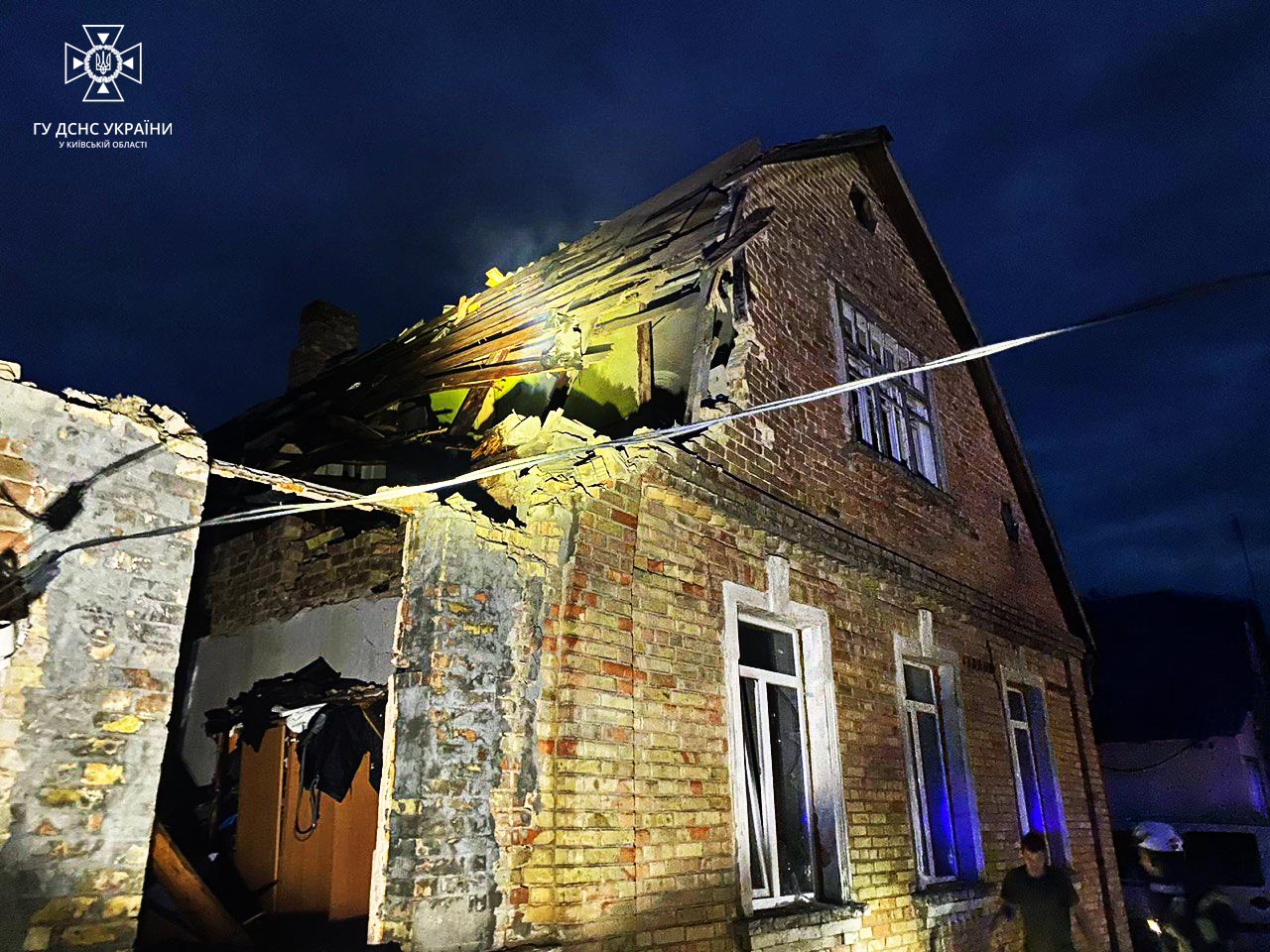
Пошкоджений уламками будинок у Київській області. 2.07.2023

Вночі російська армія атакувала Україну ракетами і безпілотниками-камікадзе. За даними українських військових, було запущено 8 безпілотників «Shahed-136» і 3 крилаті ракети «Калібр». Пуски дронів здійснювалися з південно-східного напрямку, а «Калібрів» — з акваторії Чорного моря. Усі 11 повітряних цілей були знищені українськими силами ППО. Про атаку повідомила міська адміністрація Києва. Уламками пошкоджено 3 приватні будинки в Київській області, поранено одну людину.
Речниця українських сил Наталія Гуменюк повідомила, що в Херсонській області почалися важкі бої, під час яких 70 українських солдатів (за даними ISW) висадилися під контрольованим Росією кінцем Антонівського мосту на лівому березі Дніпра, що стало першим подібним інцидентом з моменту перенаправлення річки після руйнування Каховської дамби в червні цього року. Речник АПУ з питань АТО додав, що на цій ділянці фронту зафіксовані успіхи: «Минулої ночі серед наших досягнень — 49 окупантів знищено та 15 одиниць техніки».
Тим часом заступник міністра оборони Ганна Маляр повідомила, що українські війська просуваються в напрямку Бердянська та Мелітополя на Запорізькому фронті, зазначивши, що «воїни наштовхуються на шалений опір противника, дистанційно випускають міни, перегруповують резерви, але наполегливо і безперервно створюють умови для швидшого просування вперед». Вона також підтвердила, що російські війська просуваються в районі Лиману, Авдіївки та Мар'їнки, а також те, що розпочався наступ в районі Сватового з наступом на населені пункти Білогорівка та Серебрянка , де «ситуація була досить складною».
Речник групи «Схід» Сергій Череватий повідомив, що українські сили просуваються на північному та південному флангах Бахмута. У самому місті інтенсивні вуличні бої не велися, але окремі підрозділи Збройних сил України, переважно снайперські групи, проявляли активність. На цьому напрямку російські війська були досить різношерстими, включаючи найманців і колишніх полонених. Череватий розповів, що відносно багато росіян здалися в полон.
За повідомленнями російських джерел, потужний вибух стався біля аеродрому авіабази Приморсько-Ахтарськ на півдні Краснодарського краю. У Telegram було опубліковано фото воронки шириною 10 м і глибиною 4 м, розташованої приблизно за 200 м від аеродрому.
За даними ISW, українські війська проводили контрнаступальні операції на шести ділянках фронту і досягли успіху на деяких з них. Російські та українські війська продовжували вести позиційні бої вздовж лінії Куп'янськ — Сватове — Кремінна, а також проводили обмежені атаки навколо Бахмута та вздовж лінії Авдіївка — Донецьк. Вважається, що українські сили розпочали обмежені атаки на заході Донецької області і просуваються вперед. Російські джерела повідомили, що російські та українські сили проводять обмежені атаки на західному кордоні Донецької та Запорізької областей. Російські джерела також повідомили, що ЗСУ утримують невеликі позиції на східному березі Херсонської області біля Антонівського мосту.

### 3 липня

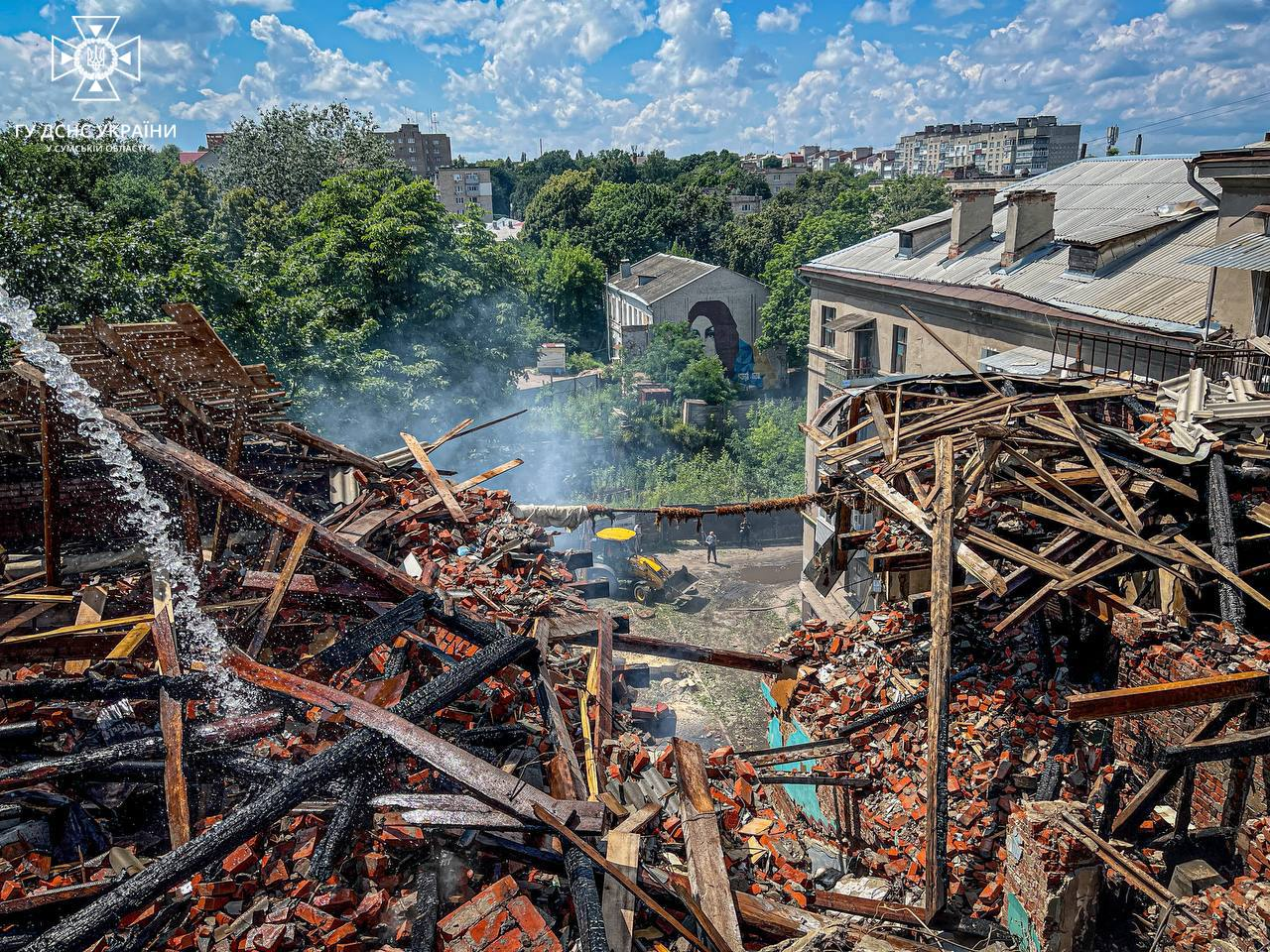
Зруйнований будинок в Сумах

Російська армія завдала удару чотирма безпілотниками «Shahed 136» по центру міста Суми. Пошкоджено будівлю СБУ та два житлових будинки. Загинули двоє людей, 19 постраждалих.
Заступник міністра оборони Ганна Маляр повідомила, що українські війська просуваються на Бахмутському, Бердянському та Мелітопольському напрямках (були проведені атаки в районі Новодарівки, Приютного, Новоданилівки, Роботиного, Новосалівки та Старомайорського, які були успішними), тоді як росіяни намагаються наступати на Мар'їнському, Авдіївському та Лиманському напрямках; «На сході тривають важкі бої, кількість ворожих обстрілів збільшилася вдвічі». Вона додала, що за останній тиждень було звільнено 37 км2 української території, у тому числі 28,4 км2 на півдні. На сході звільнена територія збільшилася на 9 км²; загалом на півдні звільнено понад 158,4 км² території.
Генеральний штаб України повідомив, що російські війська зосередилися на атаках на Куп'янському, Лиманському, Бахмутському, Мар'їнському та Шахтарському напрямках, де було відбито понад 40 обстрілів. На Куп'янському та Лиманському напрямках українці відбили сім атак у Новоселівському, Нововодянському, на захід від Діброви, на північ від Серебрянки та поблизу Веселого. На Бахмутському напрямку росіяни здійснили дев'ять невдалих обстрілів у районі Григорівки, Богданівки, на захід від Ягідного, Іванівського та на південний схід від Білої Гори. На Мар'їнському напрямку українці відбили 15 обстрілів у районі Мар'їнки. На Шахтарському напрямку безуспішні обстріли відбулися у районі Рівнополя. Протягом дня російсько-терористичні війська здійснили по одному ракетному обстрілу об'єктів у Сумах, Донецьку та Запоріжжі, а також 56 авіаударів та 77 обстрілів українських позицій та населених пунктів (повідомляється про жертви серед мирного населення та зруйновану інфраструктуру). Українська авіація завдала 16 авіаударів по місцях зосередження, а артилерія — по трьох зенітно-ракетних комплексах, двох районах зосередження, 26 артилерійських одиницях і станції радіоелектронної боротьби.
У Гаазі відкрився Міжнародний центр з переслідування злочину агресії проти України (англ. International Centre for the Prosecution of the Crime of Aggression against Ukraine, ICPA). Його завданням стало розслідування вторгнення. Планується, що робота центру стане першим кроком до створення спеціального трибуналу, який міг би судити керівництво РФ за розв'язання війни. У центрі працюватимуть 20 прокурорів із кількох країн.

### 4 липня

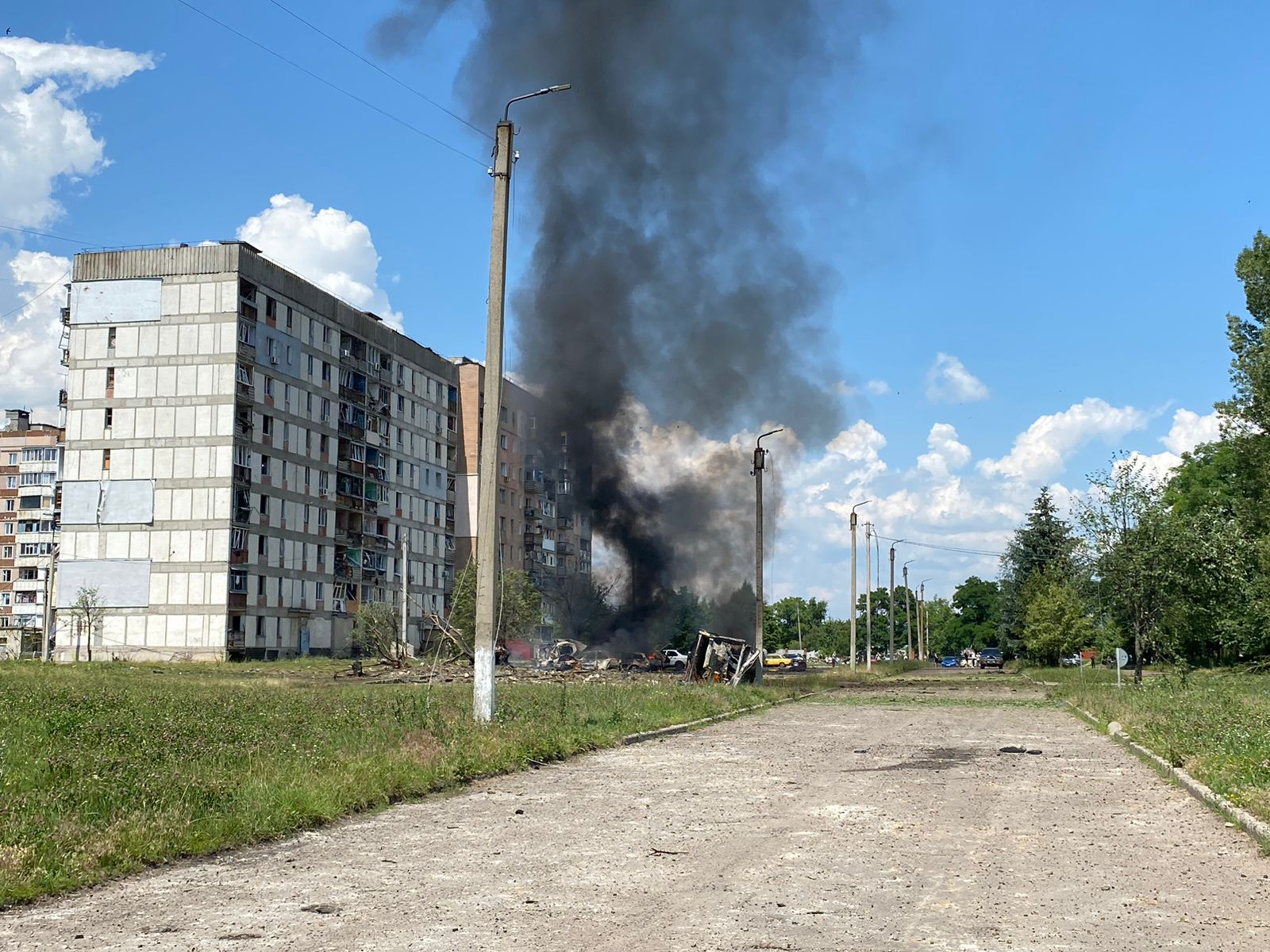
Будинок у Первомайському після ракетного удару

Речник українських військ на Таврійському напрямку Валерій Шереш повідомив, що на Бердянському напрямку українські війська просунулися на 2 км вглиб позицій російських військових і закріпилися на захопленій території. Росіяни чинили сильний опір, «але їхні наміри були успішно зупинені».
Російська армія завдала удару по центру міста Первомайський Харківської області (за даними прокуратури України, ракетою «Іскандер»). Пошкоджено кілька багатоповерхових будинків, знищено автомобілі. За даними місцевої влади, поранено 43 людини, зокрема 12 дітей. Вибух стався під час прощання з українським командиром розвідвзводу Олегом Фадєєнком, який загинув під Бахмутом.
На геолокованих кадрах, проаналізованих ISW, було видно, що російські війська змогли просунутися на схід від Невського (18 км на північний захід від Кремінної).
Речник Східної групи військ України полковник Сергій Череватий повідомив, що російські війська мають близько 180 000 військовослужбовців у зоні відповідальності Східної групи військ України, 120 000 з яких діють на Куп'янсько-Лиманському напрямку.
Спікер Південного оперативного командування України Наталія Гуменюк також зазначила, що російські війська в районі Дніпра намагаються повернути позиції, раніше затоплені вибухом греблі Каховської ГЕС.

### 5 липня
Окупаційна адміністрація Макіївки повідомила про обстріл міста з боку ЗСУ. Внаслідок удару по Макіївці знищено склад російської армії.
ISW також повідомляє, що українські сили просунулися на північ від Авдіївки в районі Веселого. Український депутат Юрій Мисягін повідомив, що українські війська зайняли позиції на північно-західних околицях Донецька в районі Опитного. Міноборони РФ стверджувало, що Південне угруповання військ РФ відбило серію українських атак на південь і південний захід від Авдіївки в районах Первомайського, Сєвєрного, Невельського і Красногорівки в Донецькій області.

### 6 липня
Російські окупанти здійснили найбільшу атаку на Львів з початку війни. В результаті обрушилася частина багатоквартирного житлового будинку, загинуло 10 людей, понад 40 осіб поранено. Було пошкоджено 35 будинків, 10 гуртожитків, дитячий будинок, два університети, 50 автомобілів та інші об'єкти цивільної інфраструктури, а губернатор Львівської області Максим Козицький підтвердив, що також було влучено в «об'єкт критичної інфраструктури». Українські військові повідомили, що сім з 10 ракет «Калібр», випущених по місту з боку Чорного моря, були збиті. Пошкоджено будівлі, в тому числі історичні пам'ятки, в буферній зоні навколо історичного центру міста, який є об'єктом Всесвітньої спадщини ЮНЕСКО.

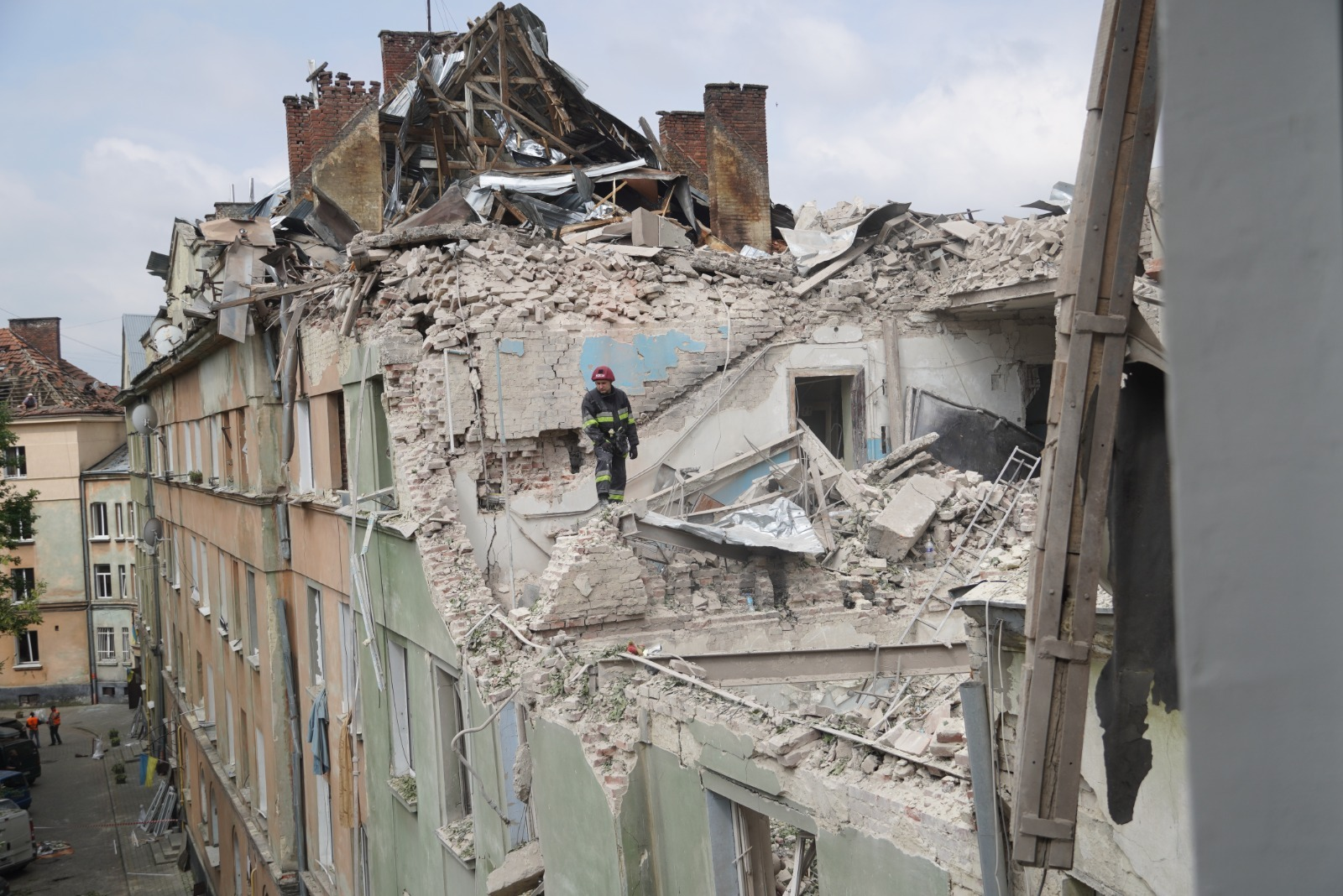
Будівля у Львові після нічного російського ракетного обстрілу

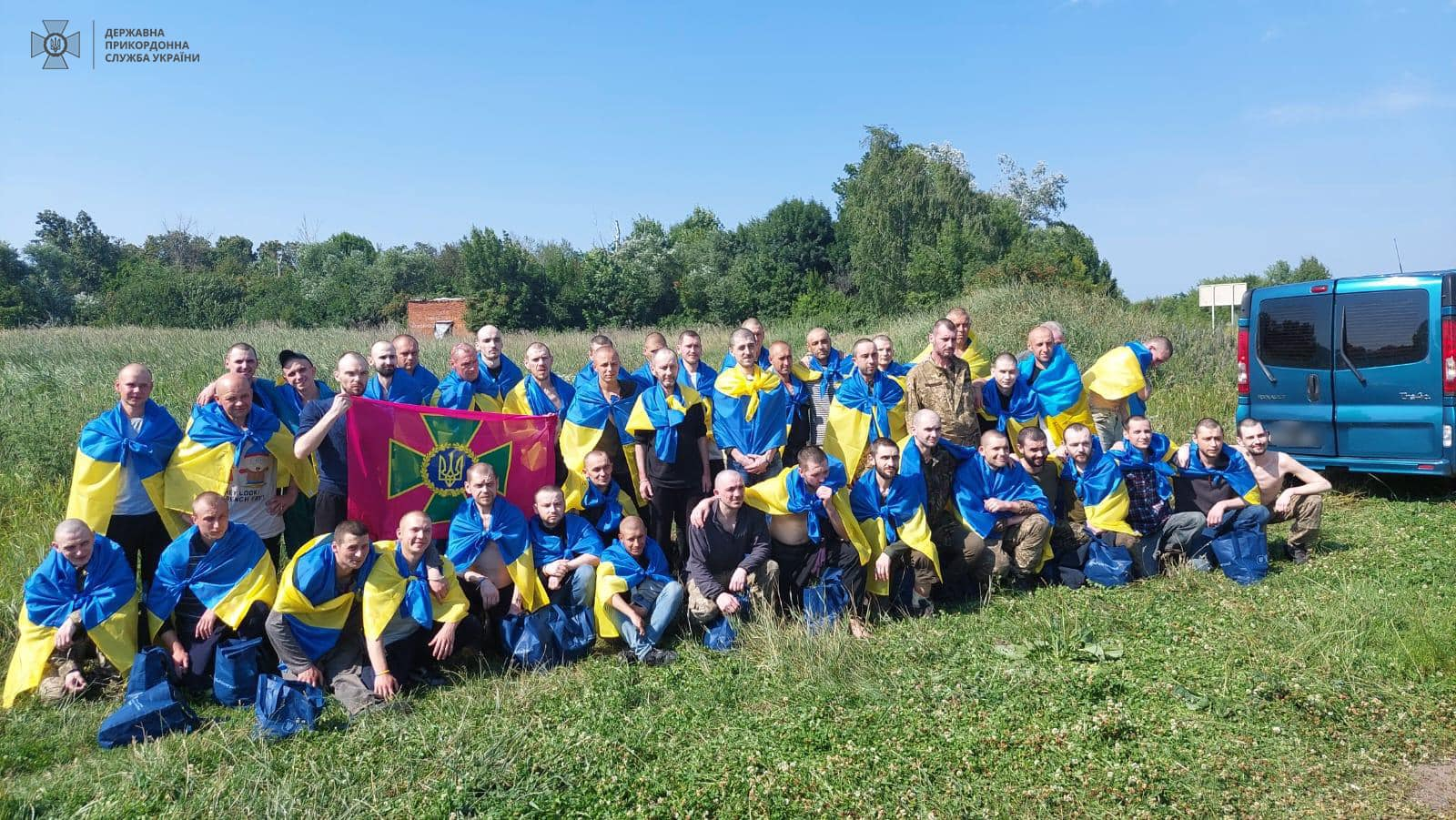
Українські полонені, повернуті 6 липня

Україна змогла повернути додому 45 захисників, які перебували у російському полоні. Додому повернулися два офіцери, 41 рядовий та сержант, цивільний співробітник «Азовсталі» та тероборонівець з Херсона.
Представник українського Генштабу Андрій Ковальов повідомив, що українські війська просунулися на північному та південному флангах навколо Бахмута, де «було здійснено тиск на противника, місцями відбувся наступ і противник був відкинутий з раніше захоплених рубежів». Щоб протистояти українському наступу, російські війська «чинили сильний опір», використовували резерви і зазнали великих втрат, точилися запеклі бої. Українські війська також продовжували наступати в напрямку Мелітополя та Бердянська і стримували атаки російських військ у напрямку Лиману, Авдіївки та Мар'їнки.
Ватажок «ДНР» Деніс Пушилін заявив, що російські війська просунулися на 300 метрів на ділянці Вугледара.
Заступник міністра оборони Ганна Маляр повідомила, що українська армія за допомогою комплексів HIMARS знищила великий російський склад боєприпасів у Макіївці, де зберігалася значна кількість артилерійських снарядів і ракет для систем БМ-21 «Град».

### 7 липня
Словаччина надасть Україні 16 гаубиць Zuzana 2. Також буде організоване спільне виробництво гаубиць нового типу. Про це сказала президент Словаччини Зузана Чапутова на спільній пресконференції із президентом України Володимиром Зеленським у Братиславі.
У межах робочого візиту до Чехії Президент України Володимир Зеленський провів зустріч із Прем'єр-міністром країни Петром Фіалою. Президент України також висловив подяку уряду Чехії та всьому народу за новий потужний і вчасний оборонний пакет для України.
|                                      | Сьогодні я підтвердив пану Президенту, що Чехія віддає Україні штурмові гелікоптери. У наступні місяці — ще 100 тисяч боєприпасів. Чехія допоможе підготувати спеціалістів на літаки F-16 |
| — Чеський Прем’єр-міністр Петр Фіала | |

Президент США Джо Байден схвалив надання Україні касетних боєприпасів США. Їх мають вилучити із запасів Міністерства оборони країни. Рішення ухвалене після кількох місяців внутрішніх дебатів щодо того, чи постачати спірні боєприпаси, які заборонені більшістю країн світу. В той же тас глава німецького Міноборони Борис Пісторіус сказав, що «Німеччина є учасницею Конвенції щодо касетних боєприпасів, яка забороняє їх передання, тому ФРН не відправлятиме цю зброю Україні».
Сполучені Штати Америки оголосили про новий пакет військової допомоги Україні, в якому є касетні боєприпаси. Таку інформацію на брифінгу озвучив заступник міністра оборони США з політичних питань Колін Каль. Загалом в пакеті на 800 млн доларів:
- касетні боєприпаси
- 32 Bradley та 32 Stryker
- боєприпаси для Patriot та HIMARS
- 31 гаубиця 155 мм
- ракети ППО
- Stinger та Javelin
- снаряди 105 та 155-мм
- БПЛА
- обладнання для розмінування, запчастини тощо.

| | Україна не готова до членства в НАТО зараз, у розпал війни. Серед членів Альянсу немає одностайності щодо прийняття України в НАТО зараз. І сама Україна ще має втілити певні перетворення, аби відповідати стандартам НАТО. Але Україні потрібно запропонувати раціональний шлях кваліфікації для вступу до Альянсу. І поки Україна не в НАТО, США нададуть їй такі гарантії безпеки, як Ізраїлю. |
| — Президент США Джо Байден. Німеччина надала Україні новий пакет військової допомоги, до якого увійшли мостоукладальні машини Beaver, броньовані інженерні машини Dachs, три радіоперешкоди, два датчики та глушилки проти безпілотників, шість вантажівок HX81 та три причепи | |

### 8 липня
У ніч російські окупаційні війська обстріляли Вовчанськ Харківської області. Постраждав 62-річний чоловік. Пошкоджено приватний будинок.
Зеленський відвідав острів Зміїний, де вшанував пам'ять загиблих на 500-й день повномасштабного російського вторгнення.
|                        | 500 днів повномасштабної війни. Зміїний. Вільний острів вільної України. Вдячний усім, хто бився тут проти окупантів. Вшанували памʼять героїв, які віддали своє життя в цій битві — одній із найважливіших за час повномасштабної війни. Слава кожному і кожній, хто воює заради безпеки в нашому Чорному морі |
| — Володимир Зеленський | |

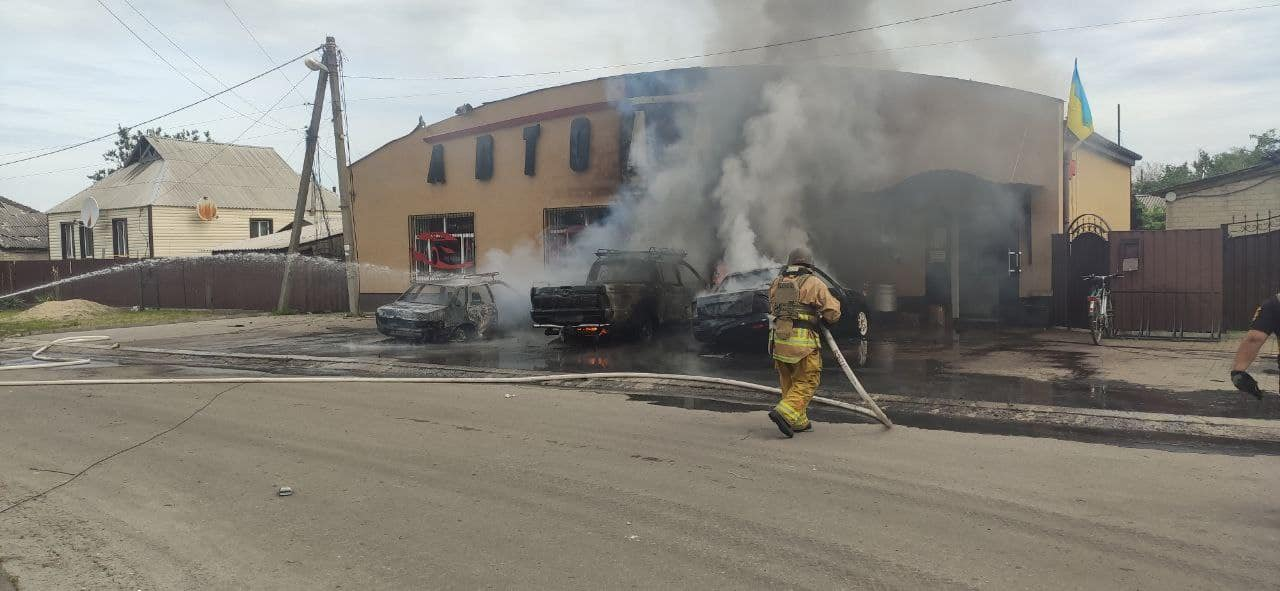
Руйнування в Лимані (08.07.2023)

О 10:00 ранку росіяни завдали удару по місту з РСЗВ і поцілили у приватний сектор міста Лиман. Пошкоджені будинок і крамниця, 9 людей загинули і 12 були поранені.
Речник Генштабу ЗСУ Андрій Ковальов повідомив, що українські сили досягли часткового успіху в районі Кліщіївки (7 км на південний захід від Бахмута), а також продовжують наступальні операції на заході Запорізької області та вздовж адміністративного кордону між Запорізькою та Донецькою областями..
В Україну з Туреччини повернулись військові командири, які захищали Азовсталь, а після звільнення з російського полону за обміном перебували в цій країні. Президент України опублікував відео, на якому видно, що одним літаком з ним повертаються захисники Азовсталі — Денис Прокопенко, Святослав Паламар, Сергій Волинський, Олег Хоменко, Денис Шлега.
|                                           | Коли ми отримали цей запит (на звільнення командирів) — то ми віддали цих командирів |
| — Президент Туреччини Реджеп Таїп Ердоган |                                                                                      |

'}}
Олександр Півненко був призначений новим командувачем Національної гвардії України.

### 9 липня
Очільниця ЗСУ Ганна Маляр підтвердила, що це Україна стоїть за ураженням Кримського мосту 8 жовтня 2022 року. «273 дні як нанесли перший удар по Кримському мосту, щоб зламати росіянам логістику». Польща передала Україні близько десяти вертольотів Мі-24.
Вночі армія РФ обстріляла місто Краматорськ. Про це повідомив мер міста Олександр Гончаренко. Пошкоджено три будинки і крамницю. Жертв немає.

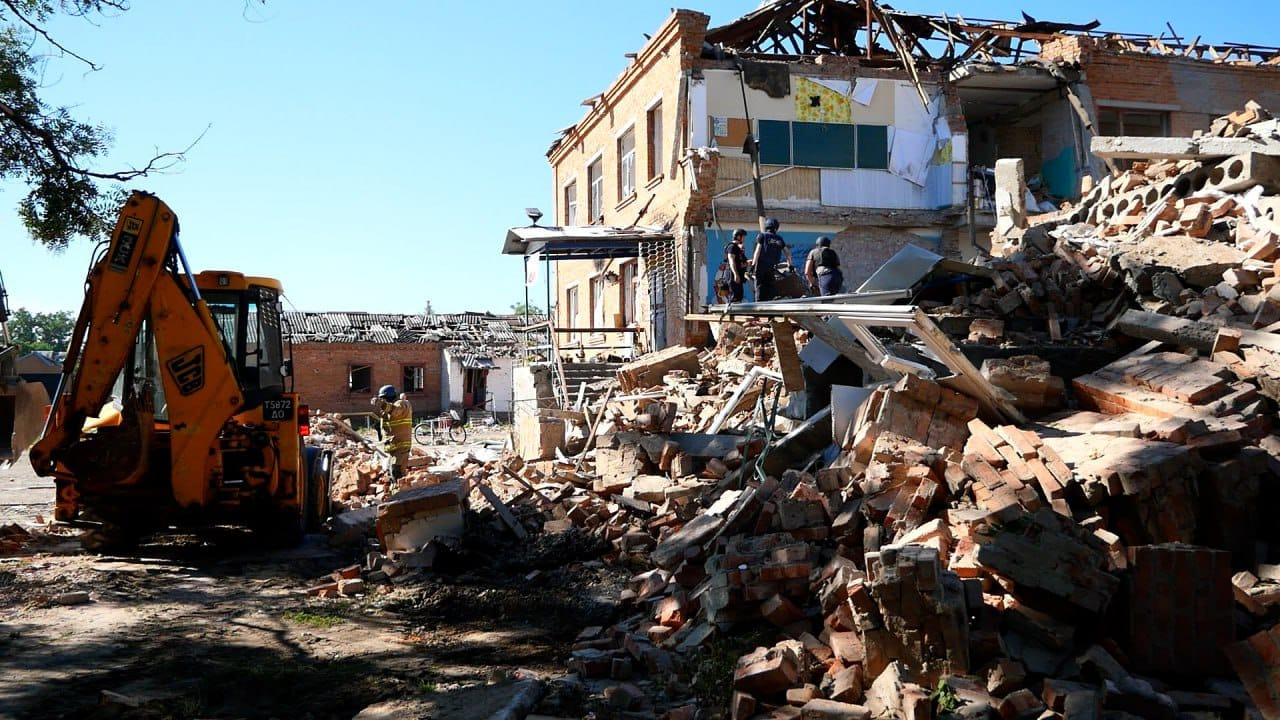
Зруйнована школа в Оріхові

Російська армія вдарила керованою авіабомбою по школі, де відбувалася роздача гуманітарної допомоги в місті Оріхів Запорізької області. 7 осіб загинуло, 13 поранені.

### 10 липня
Мер Мелітополя Іван Федоров повідомив, що: «У Мелітопольському районі заміновано водогін, який живить місто питною водою. А в самому Мелітополі вибухівку закладено на важливих об‘єктах електричних мереж. На ЗАЕС заміновано технічні приміщення та машинні зали».

Німецький концерн Rheinmetall відкриє завод з виробництва бронетехніки в Україні протягом наступних 12 тижнів, не звертаючи уваги на побоювання інших західних оборонних компаній. Про це заявив генеральний директор концерну Армін Паппергер
[Українці] повинні допомогти собі, якщо їм завжди доведеться чекати [поки] європейці або американці допоможуть їм протягом наступних 10 або 20 років... це неможливо
Rheinmetall (RNMBF) буде управляти заводом у партнерстві з Укроборонпромом, якому також належатиме підприємство. У травні обидві компанії оголосили про угоду щодо збільшення оборонно-технологічного потенціалу України.

## 11-20 липня

### 11 липня
Уночі, близько 04:30, російські окупанти атакували Україну ударними безпілотними літальними апаратами «Shahed-136/131», з яких вдалось знищити 26 з 28 ударних БпЛА та один розвідувальний безпілотник типу «Zala», два влучили в адмінбудівлю припортового об'єкта Одеси. Внаслідок влучання уламків збитих БПЛА сталося загоряння припортових терміналів, зокрема зернового.
Збройні сили України вночі атакували склад боєприпасів, що знаходився у селищі Новоолексіївка окупованої Херсонщини. Ударні БПЛА атакували район елеватора. Детонація снарядів тривала понад 3 години.
Вдень російська окупаційна армія вдарила градами по Софіївці на Херсонщині, внаслідок чого загинула жінка і дістав поранення чоловік.
Російські терористичні війська і надалі зосереджували основні зусилля на Куп’янському, Лиманському, Бахмутському, Авдіївському та Мар’їнському напрямках. Протягом доби відбулось 17 бойових зіткнень.
Російські загарбники протягом доби вісім разів обстріляли прикордоння Чернігівщини та Сумщини, зруйновані приватні будинки.

### 12 липня
На Черкащині вночі двоє людей були поранені через влучання запущених Росією БпЛА «Shahed 136», також зафіксовані руйнування будівель інфраструктури. Декілька дронів було збито в Київській області. Повітряні сили повідомили, що українські військові вночі збили 11 із 15.
У Рівненській області шість військових підірвались на міні. Двоє загинули, ще четверо — поранені та госпіталізовані.
«Українські пілоти почнуть тренування на літаках F-16 у серпні-вересні 2023 року». Повідомив очільник Міністерства закордонних справ України Дмитро Кулеба.
В одному з районів Запоріжжя, вдень, впав російський БПЛА 18 травмованих, серед яких шестеро дітей. Загалом до лікарень Запоріжжя в наслідок ураження уламками було доставлено 21 цивільного.

### 13 липня

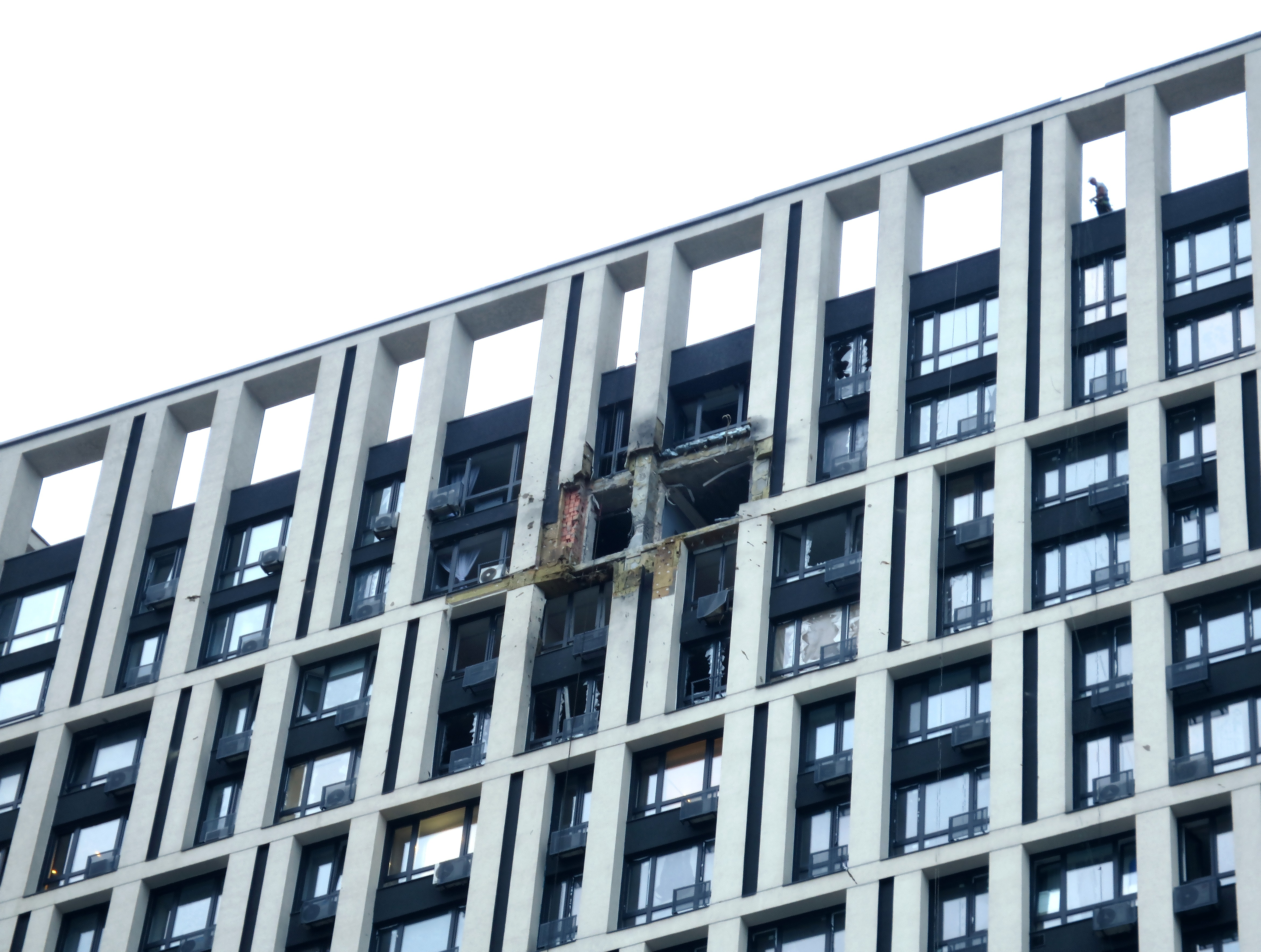
Пошкоджений уламками будинок у Києві

Вночі, близько 4:00 російські загарбники атакували Україну 20 ударними безпілотниками «Shahed-136/131». Напрямки атаки — північно-східний (Курськ) та південно-східний (Приморсько-Ахтарськ). Також ворог застосував дві крилаті ракети «Калібр» з Чорного моря та одну балістичну — «Іскандер-М» (Джанкой).
Армія РФ здійснила 63 обстріли по 21 населеному пункту Запорізької області. Унаслідок атак одна людина загинула, ще четверо отримали поранення. Про це повідомив у п’ятницю голова Запорізької ОВА Юрій Малашко.
Генштаб України повідомив про успішні наступальні атаки на південь від Оріхового на напрямках Новоданилівки, Малої Токмачки і Новопокровки, проте Міноборони Росії заявило, що російські війська змогли відбити їхні атаки в цих районах. Російські блогери також стверджували, що російські війська відбивали українські наземні атаки вздовж лінії П'ятихатки — Жереб'янки.

### 14 липня
Командування Повітряних сил ЗСУ повідомило, що з вечора 13 липня по 4-ту ранку 14 липня російські війська атакували Україну 17-ма ударними безпілотниками іранського виробництва «Shahed-136/131» з південно-східного напрямку (Приморсько-Ахтарськ). Зафіксоване влучання в Кривому Розі. Зруйнована одна адмін будівля та 2 приватні будинки, одна людина ушкоджена.
Відбулася репатріація тіл загиблих українських військовослужбовців із тимчасово окупованих територій. Вдалося повернути тіла 62 захисників.

### 15 липня
Вночі над Миколаївською областю було збито 3 бпла «Shahed-136/131».
Російські окупанти вдень вдарили з РСЗВ по Степногірську, повідомляють про 7 постраждалих.

### 16 липня
Близько 01:30 з території Бєлгородської області, було завдано ракетного удару комплексом С-300. Чотири ракети долетіли до Харкова, дві ракети вибухнули в повітрі, дві інші влучили в землю на стадіоні та в дорожнє покриття на території Шевченківського району.
Вночі російськими нацистами було завдано ракетного удару по підприємству у Краматорську на Донеччині. Про це повідомив голова Донецької обласної військової адміністрації Павло Кириленко. За його словами, на Волноваському напрямку у Вугледарській громаді під вогнем залишаються Вугледар і Богоявленка, а в Комарській громаді — Веселе та Бурлацьке.
Серія вибухів пролунала в тимчасово окупованому Луганську вранці, вибухи сталися на південно-західній околиці міста поблизу шахти «Мащинська».
Президент Сполучених Штатів Америки дозволив європейським країнам розпочати навчання українських пілотів на винищувачах F-16, заявив радник з національної безпеки США Джейк Салліван.
Заступник міністра оборони Ганна Маляр повідомила, що «ситуація дещо погіршилася» на східному фронті, де росіяни протягом останніх двох днів просувалися в напрямку Куп'янська, а українські війська залишалися в обороні. У напрямку Бахмута сили оборони поступово просувалися вперед, переважно на південному фланзі, тоді як на півночі міста намагалися утримувати зайняті позиції. Запеклі бої тривали на Авдіївському та Мар'їнському напрямках.

### 17 липня

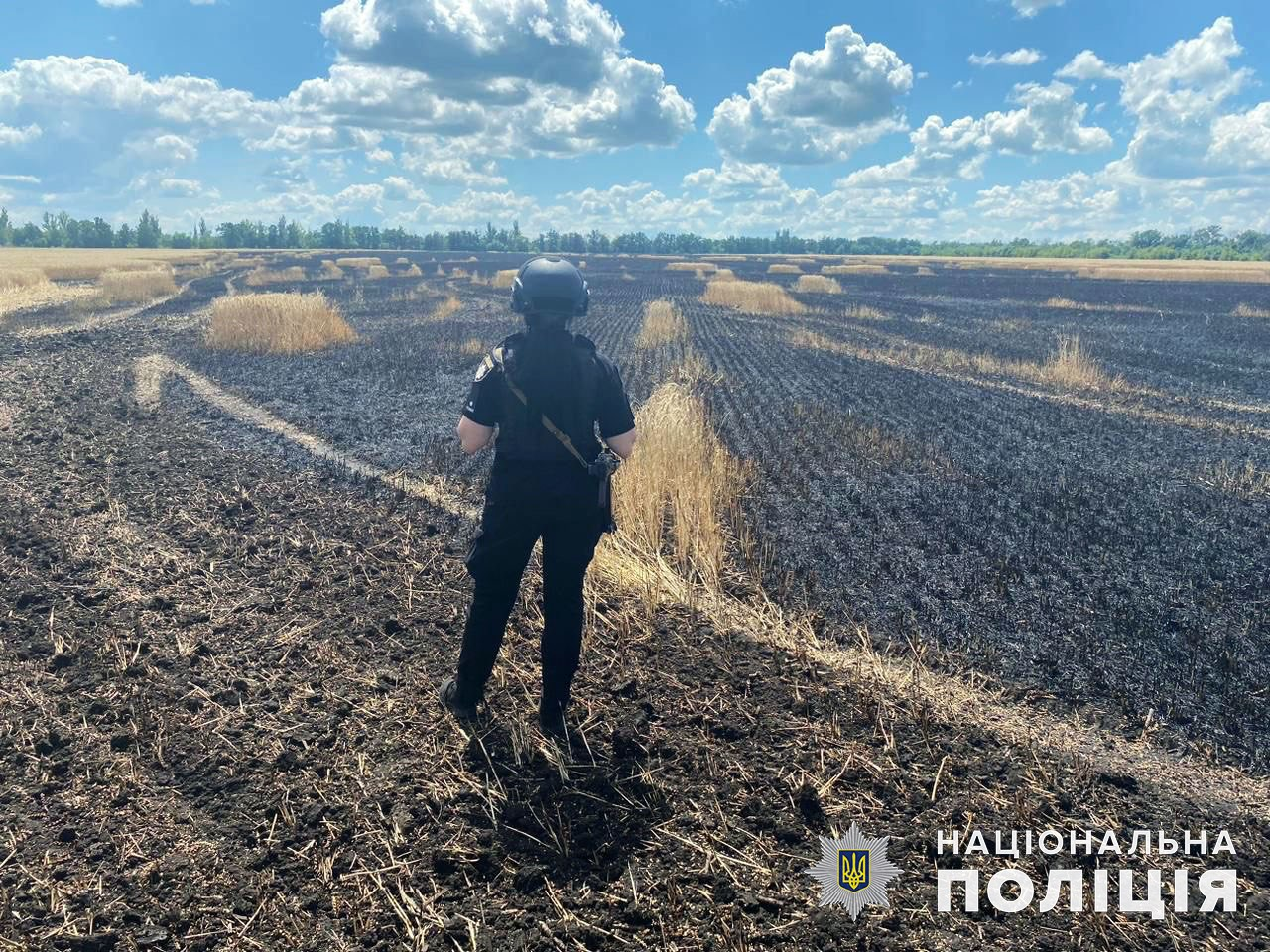
Згоріле від обстрілу пшеничне поле біля Іллінівки (Донецька область)

Близько 01:00 противник атакував Дніпропетровську область двома ударними безпілотниками «Shahed-136». Обидва були збиті засобами ППО.
О 03:05 на Кримському мосту пролунав вибух, внаслідок чого було зруйновано частину автомобільного дорожнього полотна.
Речник Кремля Дмитрій Пєсков заявив про зупинку дії «зернової угоди». Також Росія оголосила про відкликання гарантій безпеки судноплавства в рамках Чорноморської зернової ініціативи, яка припинила діяти з 17.07.2023.

### 18 липня
Уночі Одеса була декількома хвилями атакована БпЛА «Shahed 136». Усього було знищено 21 дрон. Також противником з акваторії Чорного моря по Одесі випущено 6 «Калібрів», усі з яких були знищені силами протиповітряної оборони. «На жаль, уламками збитих ракет і вибуховою хвилею пошкоджено об'єкти портової інфраструктури, кілька приватних домоволодінь. У власному будинку поранення отримав літній чоловік, його госпіталізовано», — інформує про наслідки атаки Назаров.
Усього за день по Україні було випущено 35 іранських ударних безпілотних літальних апаратів 31 з яких удалось збити. Армія РФ зосереджувала основні зусилля на Куп’янському, Лиманському, Бахмутському, Авдіївському та Мар’їнському напрямках — протягом доби відбулось понад 20 бойових зіткнень.
Четверта колона ПВК «Вагнер» прибула до Білорусі — автомобільна техніка розтягнулася на майже п'ять кілометрів Колона рухалась у напрямку Осиповичів і табору в селі Цель по трасі М5 від Бобруйська.
14-те засідання контактної групи з питань оборони України у форматі Рамштайн відбулося у режимі онлайн. Міністр оборони США Ллойд Остін, відкриваючи засідання, заявив, що союзники не зупиняться, доки Україна не отримає необхідне їй озброєння та боєприпаси.

### 19 липня

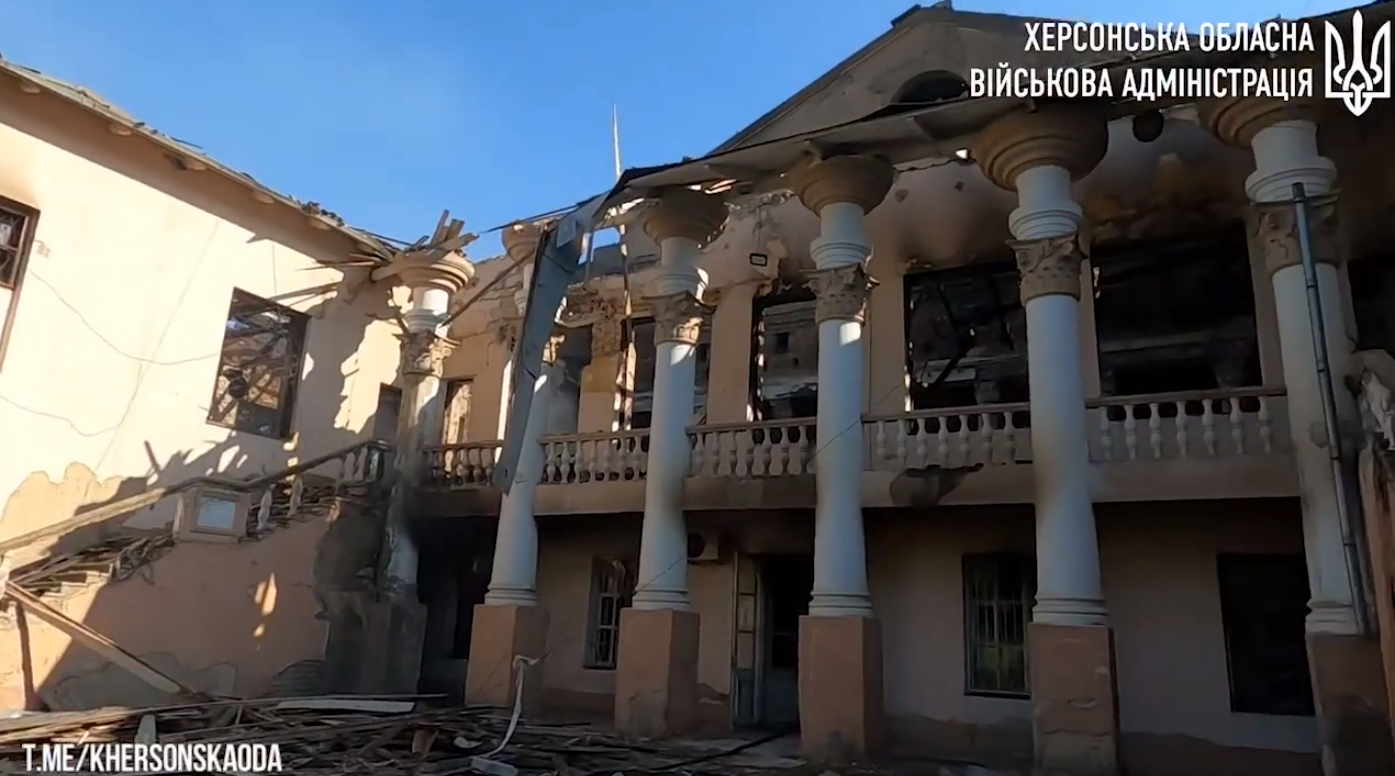
Обстріляний палац культури в Херсоні

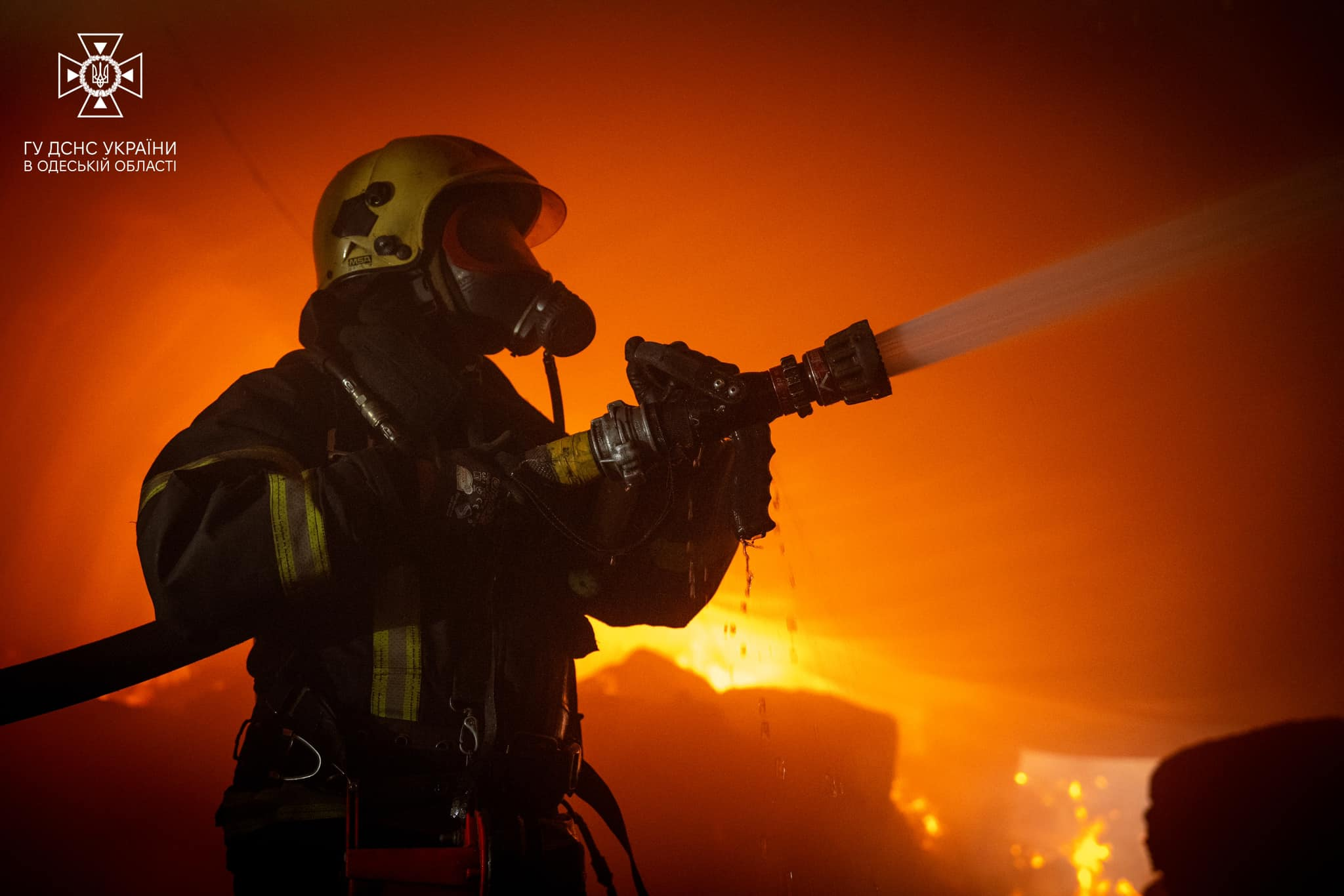
Пожежа від обстрілу Одеси

Російські війська близько 2 годин ранку атакували Херсон ударними дронами типу «Shahed», є влучання, з-під завалів врятували жінку, повідомив у середу голова Херсонської ОВА Олександр Прокудін. Одночасно проводилась атака дронами по Житомирській області, під удар потрапив об'єкт інфраструктури і приватні домогосподарства. Також дрони були уражені неподалік Кропивницького.
Загалом за ранок над Україною знищено 13 «Калібрів», що були випущені з малого ракетного корабля »Інгушетія» та фрегата «Адмірал Ессен» з акваторії Чорного моря, 23 «Shahed-136/131» та 1 керовану авіаційну ракету Х-59. 6 крилатих ракет «Онікс» з берегового ракетного комплексу «Бастіон» (Крим). До атаки долучалися військові 15 бригади берегової охорони РФ.
Ворогу вдалось завдати руйнувань промислового об'єкту, пошкодити будівлі, цивільні об’єкти, автівки, на Одещині В порту Одеси було знищено зерновий термінал. В Миколаївській області зафіксоване влучання в готель, дві особи постраждало.
Американський Інститут вивчення війни (ISW), аналізуючи ситуацію на полі бою в Україні, заявив про успіхи Збройних сил України. Українські війська досягли успіху поблизу Андріївки (10 км на південний захід від Бахмута), також ЗСУ змусили російські війська відступити з позицій на північний схід від Оріхово-Василівки. У Генштабі ЗСУ сьогодні повідомили, що українські війська продовжують наступальні дії на Бердянському та Мелітопольському напрямках.

### 20 липня

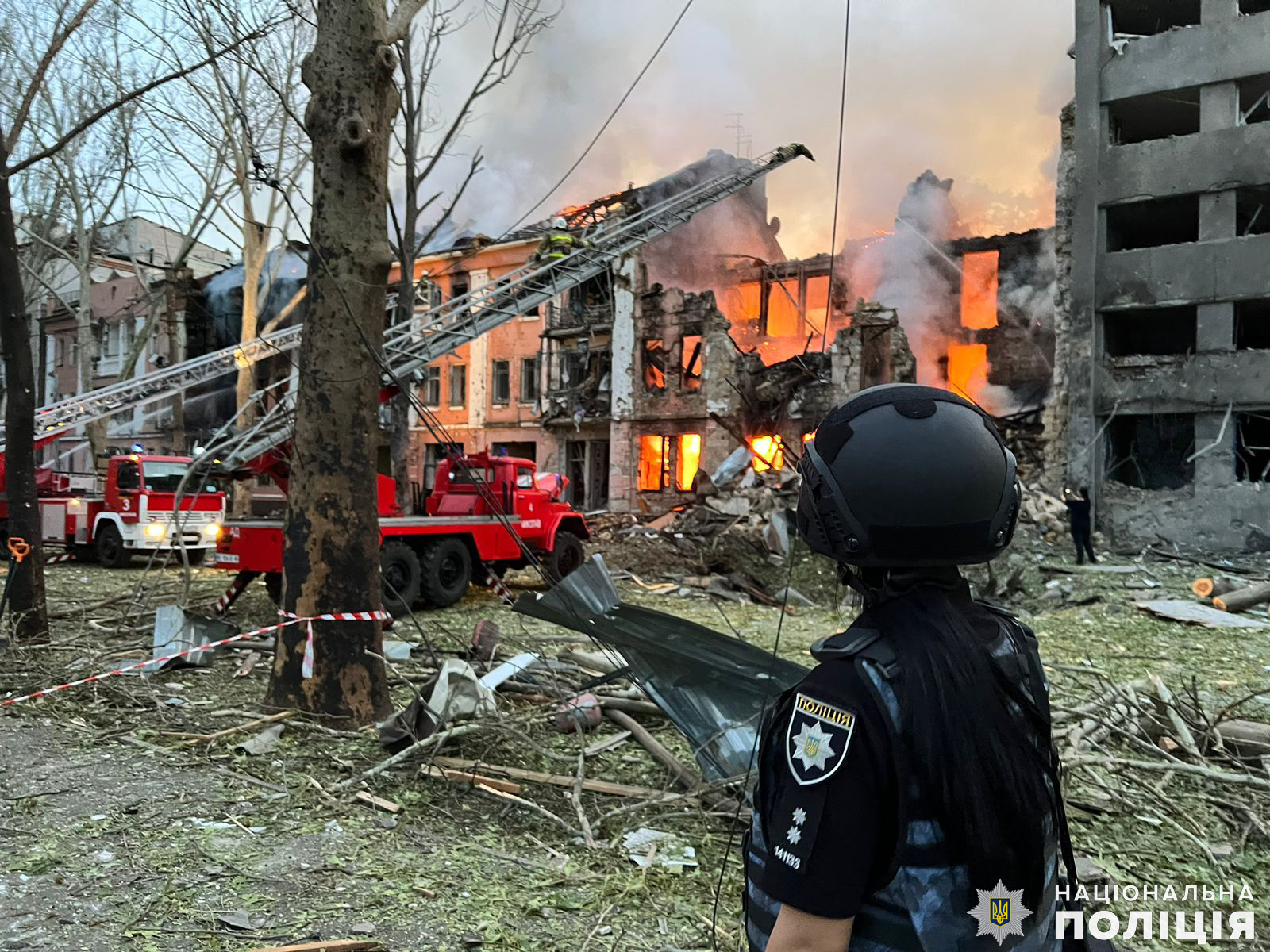
Руйнування будівлі в Миколаєві

Вночі, починаючи з 2 години ранку, російські окупанти знову здійснили масовану атаку літальними засобами. Загалом противник випустив 38 боєприпасів: 19 крилатих ракет та 19 дронів-камікадзе: 7 «Оніксів», 4 ракети Х-22, 3 «Калібри», 5 «Іскандерів-К»,19 БПЛА типу «Shahed-136/131».
В Миколаєві є влучання ракети в міські будинки та 19 гаражів, 1 загиблий та 19 поранених.
У Сумах вночі ворог вдарив по дитячому табору дроном «Shahed 136». МВС України повідомляє, що під завалами людей не виявлено.
Російська армія вночі атакувала Одеську область та Одесу. У місті зруйнувало адмінбудівлю, пошкодило офісні приміщення, багатоквартирні будинки, навчальний заклад, ліцей, дитячий садочок та автомобілі. Поранення отримали вісім людей, серед яких троє співробітників ДСНС. У них осколкові поранення та отруєння продуктами горіння. Під завалами знайшли загиблого 21-річного охоронця. Також відомо, що під час обстрілу постраждала будівля генерального консульства Китайської Народної Республіки.

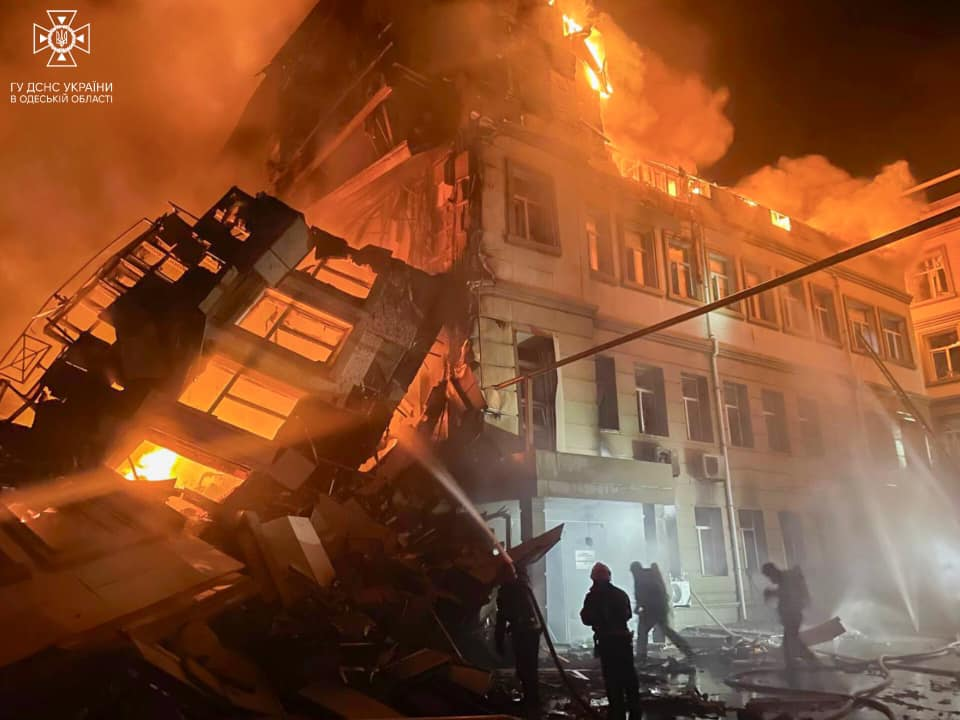
Часткове руйнування 4-х поверхової будівлі з послідуючим загоранням на площі 500 м^{2}. Одеса 20.07.2023

Речник Ради національної безпеки США Адам Годж заявив, що росія може атакувати цивільні судна в Чорному морі, а потім звинуватити в цьому Україну, особливо після рішення Кремля щодо виходу з Чорноморської зернової ініціативи. «Ми вважаємо, що це скоординовані зусилля, спрямовані на те, щоб виправдати будь-які напади на цивільні судна в Чорному морі і покласти провину за ці напади на Україну», — сказав Годж.
США оголосили про надання Україні нового пакету військової допомоги на $1,3 млрд. Він включатиме зенітно-ракетні системи NASAMS і боєприпаси до них; артилерійські снаряди калібром 152-мм; обладнання для розмінування, дрони-камікадзе.

## 21-31 липня

### 21 липня

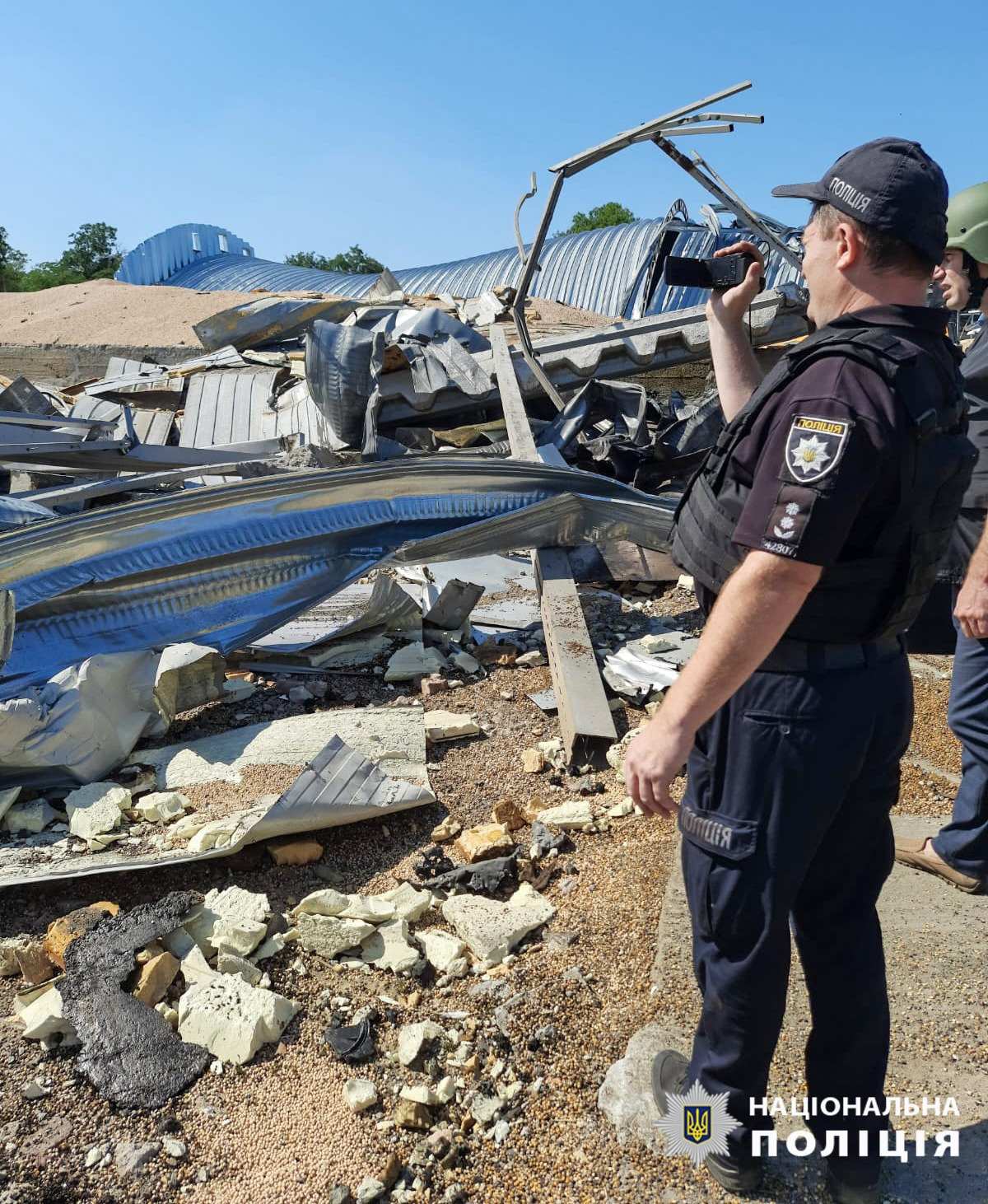
Руйнування сільськогосподарського підприємства в Одеській області

На світанку російські війська випустили ракети типу «Калібр» з ракетоносія, який вночі вивели на чергування у Чорне море. Є влучання в термінали з зерном одного з агропідприємств Одеської області. Ворог знищив 100 тонн гороху та 20 тонн ячменю — повідомив голова Одеської ОВА Олег Кіпер. Внаслідок вибуху постраждали дві людини. Вони отримали різані рани склом.
З 10 години ранку російські окупанти випустили південніше Одеси 7 ракет «Онікс». Зафіксовані руйнування об’єктів інфраструктури в Білгород-Дністровському районі також ракетами було атаковано Чернігівську область. У результаті атаки в одному з населених пунктів пошкоджено будинок культури. Російські окупанти обстріляли об'єкт інфраструктури в Пологівському районі Запорізької області. Унаслідок атаки загинули чотири людини, ще двох поранених ушпиталили.
Протягом доби противник завдав 16 ракетних, понад 20 авіаційних ударів та здійснив 50 обстрілів з реактивних систем залпового вогню по позиціях українських військ та населених пунктах. Противник зосереджує основні зусилля на Куп’янському, Лиманському, Бахмутському, Авдіївському та Мар’їнському напрямках — протягом доби відбулось понад 40 бойових зіткнень.
Співробітники російських силових структур затримали колишнього «міністра оборони» терористичного угруповання «Донецька народна республіка», офіцера ФСБ Ігоря Гіркіна (Стрєлкова). Суддя відправила його за ґрати до 18 вересня. Стрєлкова затримали силовики у справі про «екстремізм» через кілька днів після новин про те, що протоколи за адміністративною статтею про «дискредитацію армії» склали на раніше судимого полковника ГРУ РФ Володимира Квачкова.
Парламент Болгарії схвалив передачу Україні близько 100 бронетранспортерів радянських часів.

### 22 липня
Збройні сили РФ вдарили по селищу Нью-Йорк на Донеччині бомбою ФАБ-250. Унаслідок атаки загинуло четверо та поранено троє людей.

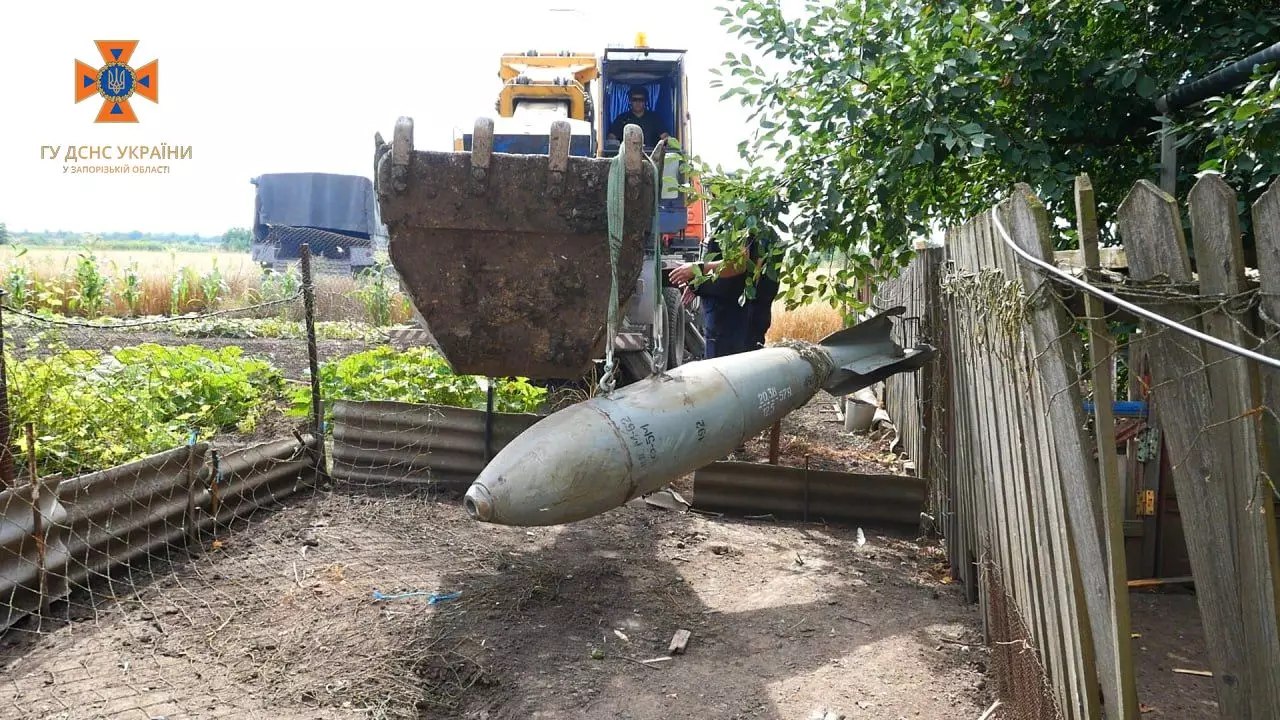
Державна служба України з надзвичайних ситуацій вилучає нерозірвану авіаційну бомбу ФАБ-500, знайдену в Запорізькій області

В Красногвардійському районі анексованого Росією Криму, сталася детонація на складі боєприпасів. Місцевий гауляйтер Сергій Аксьонов в Telegram заявив про «атаку ворожого безпілотника».
Російські окупанти обстріляли місто Дружківка касетними боєприпасами, поранено оператора німецького видання «Deutsche Welle». Під час атаки загинув один український військовий, кілька серйозно поранені.

### 23 липня

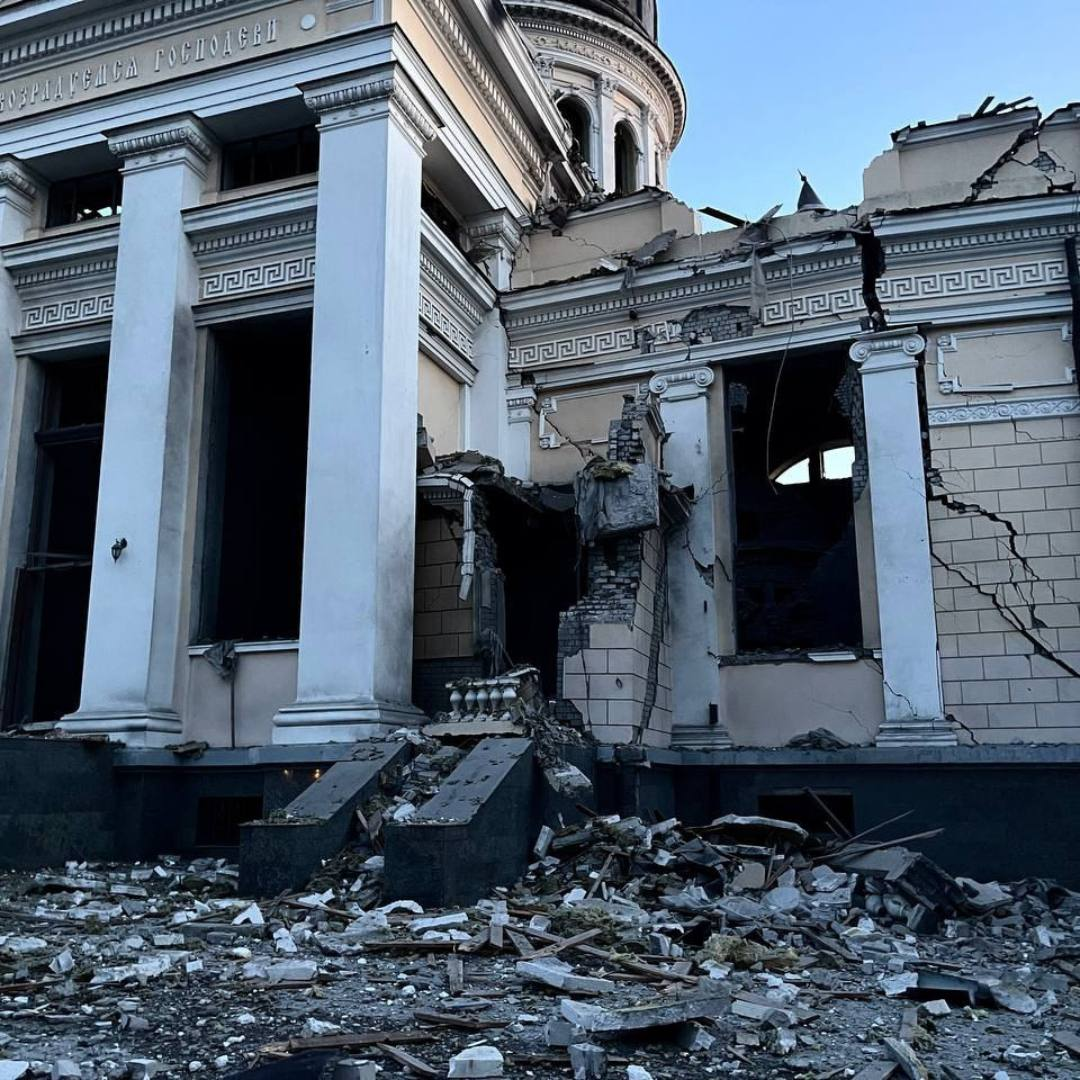
Спасо-Преображенський собор Одеси після ракетного удару. 23.07.2023

Під час нічної атаки на Одеську область російські окупанти випустили 19 ракет різних типів.
- 5 крилатих ракет «Онікс» із берегового ракетного комплексу «Бастіон» (Крим);
- 3 крилаті ракети повітряного базування Х-22 — пуски здійснювали із літаків Ту-22МЗ (акваторія Чорного моря);
- 4 крилаті ракети морського базування «Калібр» — імовірно з підводного човна (акваторія Чорного моря);
- 5 крилатих ракет наземного базування «Іскандер-К» (Крим);
- 2 балістичні ракети «Іскандер-М» (Крим). Унаслідок бойової роботи силами і засобами Повітряних сил було знищено 9 повітряних цілей противника: 4 «Калібри» і 5 «Іскандерів-К»[140].

Одна людина загинула, 19 поранено, зруйновано Спасо-Преображенський собор. Пошкоджено Будинок вчених, музичний ліцей та об’єкти портової інфраструктури. Пошкоджено понад 40 будівель, зокрема п’ять дитсадків, зруйновано велика кількість автомобілей.
Російські загарбники вдарили касетними боєприпасами та знищили Палац культури у Часовому Ярі на Донеччині. Будівля використовувалась як міський гуманітарний штаб та місце надання медичної допомоги. Про це повідомив глава Донецької ОВА Павло Кириленко.

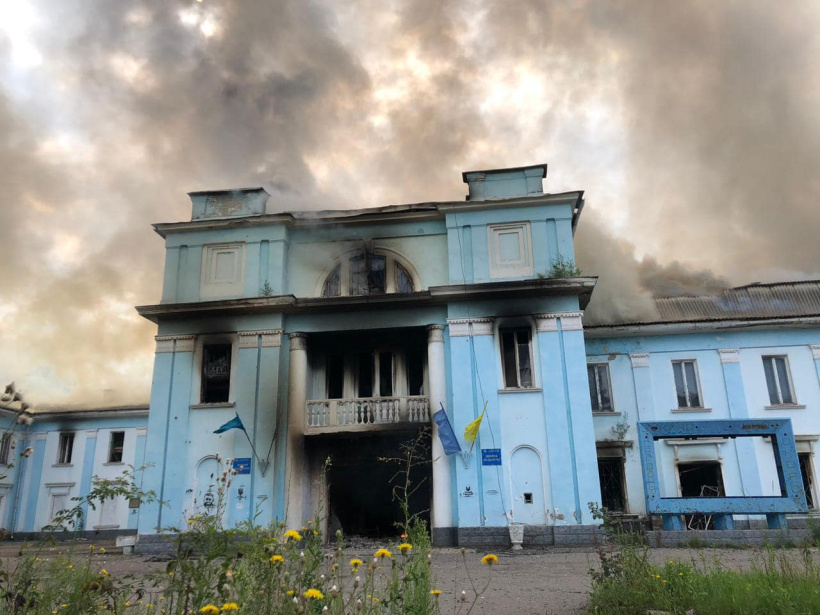
Палац культури в Часовому Ярі після удару

Сили оборони України за тиждень просунулися на 12 км2 на півдні та на близько 4 км2 — на Бахмутському напрямку.

### 24 липня

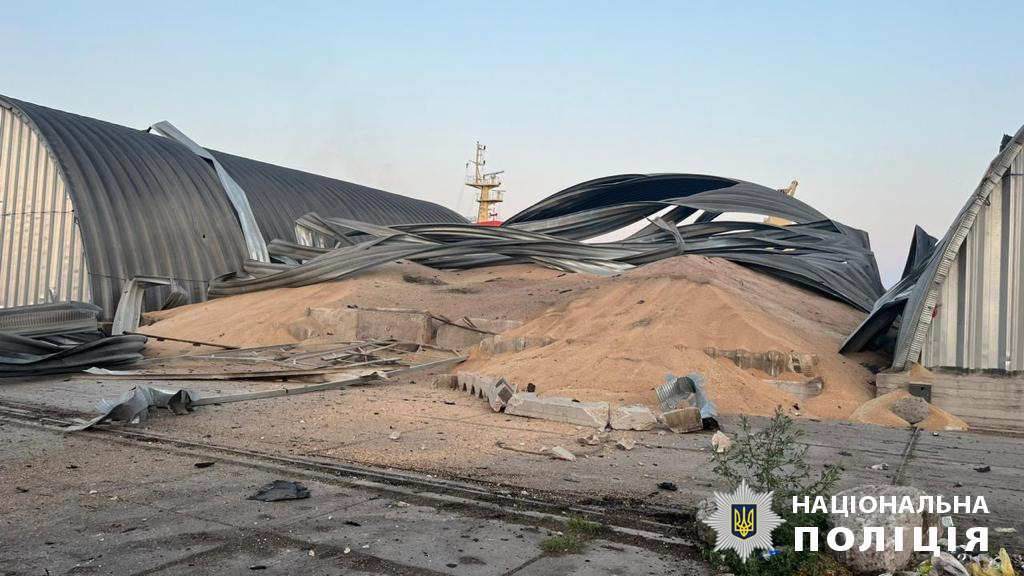
Знищене зерносховище в Рені після удару 24 липня 2023 року

У ніч російські війська завдали ударів по Одеській області, атаковано портову інфраструктуру порту Рені, що на Дунаї. Зруйновано ангар із зерновими та резервуари для збереження вантажів. Відомо про шістьох постраждалих, із яких четверо — госпіталізовані. Атака відбувалася дронами «Shahed-136», 3 з 15 вдалось збити засобами ППО.
Атаковано аеродром біля села Веселе в Джанкойському районі Криму. Уточнюється, що стався «приліт» по складах із боєприпасами.
У Польщі в місті Гливиці розпочав роботу центр з обслуговування танків Leopard. Про це повідомив міністр оборони Польщі Маріуш Блащак.
Близько 19-ї години рашисти відкрили вогонь по місцевому водоємі в Костянтинівці. Гатили РСЗВ «Смерч», шість людей отримали поранення, одна дитина загинула.

### 25 липня
Вночі Черкаську і Житомирську області атакували ударними безпілотниками. Два «Shahed» поцілили в поля, ще один — у порожній сільськогосподарський ангар. Минулось без потерпілих і пожеж. На Житомирщині внаслідок удару «Shahed 136» постраждав інфраструктурний об'єкт.
На Бахмутському напрямку українські війська продовжують вести наступальні дії північніше та південніше самого Бахмута, і наразі росіяни відійшли з позицій у районі Андріївки.
США оголосили про новий пакет військової допомоги Україні на $400 млн. Він включає:
- Боєприпаси для NASAMS, HIMARS та Patriot.
- 32 бронетранспортера Stryker.
- 155 та 105-мм снаряди.
- ПЗРК Stinger та ПТРК Javelin.
- Ракети Hydra 70.

Загальна сума військової допомоги Сполучених Штатів Америки Україні з початку повномасштабного вторгнення Росії в лютому 2022 року вже становить понад 43,7 мільярда доларів.
Спостерігачі МАГАТЕ виявили протипіхотні міни на території окупованої Росією Запорізької атомної електростанції. Міни були знайдені між внутрішнім і зовнішнім периметром об'єкта, в зоні, до якої МАГАТЕ не мало доступу. Українська влада раніше звинувачувала Росію, серед іншого, у замінуванні даху атомної електростанції. МАГАТЕ заявило, що не бачило жодних ознак такої діяльності, однак також не мало доступу до всіх зон станції.
ЗСУ просунулися на 750 метрів у напрямку Старомайорського, російські джерела стверджували, що ЗСУ трохи просунулися на захід від Оріхова.

### 26 липня
Російським військам вдалось просунутись на Сватівському напрямку. Були захоплені села Надія, Сергіївка та Новоєгорівка. Наступ йде на ділянці в 7 км.
З 17:30 Україну було масовано атаковано крилатими ракетами. Повітряні сили під час масованої атаки збили 36 ракет:
- 3 крилаті ракети «Калібр»;
- 33 крилаті ракети Х-101/Х-555;

Вночі була спроба атаки БПЛА «Shahed» Первомайської громади на Харківщині. Дрон влучив у промисловий об'єкт, після влучання в промислові об’єкти спалахнула пожежа.
Намагалися атакувати аеродром Старокостянтинів, що на Хмельниччині. Про це заявив речник Повітряних сил Юрій Ігнат в ефірі національного телемарафону.
Газета "The New York Times", посилаючись на українських чиновників, повідомила, що українські військові розпочали нову фазу контрнаступу і розгортання в Україні підготовлених на Заході солдатів, яких тримали в резерві для контрнаступу на запорізькому фронті. Українці також повідомляли, що збільшені сили планують наступ на південь з метою проникнення через російські мінні поля і укріплення на шляху до Токмака; якщо наступ буде успішним, наступною метою буде Мелітополь і узбережжя Азовського моря
За даними ISW, українці провели "значний механізований контрнаступ" на заході Запорізької області і, можливо, змогли прорвати першу лінію російської оборони на південь від Орічева. За даними російських джерел, українські війська розпочали наступ у напрямку Роботиного (10 км на південь від Орічева) і прорвали укріплення на північний схід від села, що заперечується російськими офіційними особами. Водночас російська влада закрила доступ до Арабатської стрілки, яка з'єднує Крим з материковою частиною України .
За даними української Генерального Штабу, російські війська атакували в напрямках Куп'янська, Лиману, Бахмуту, Авдіївки, Мар'їнки та Шахтарська, де було відбито до 28 атак. На Куп'янсько-Лиманському напрямку росіяни провели невдалі атаки на південь від Новоселівського та на південь від Діброви. На Бахмутському напрямку українці відбили атаки на північ від Хромового, на схід від Дружби та на північ від Клищівки. На Авдіївському, Мар'їнському та Шахтарському напрямках безрезультатно велися обстріли поблизу Авдіївки, Мар'їнки та Старомайорського. Протягом дня Росія здійснила 49 ракетних ударів, 37 авіаударів та 64 обстріли українських позицій та населених пунктів (повідомляється про жертви серед мирного населення та зруйновану інфраструктуру). Українська авіація завдала 11 авіаударів по місцях зосередження та два - по зенітно-ракетних комплексах; артилерія обстріляла 11 артилерійських підрозділів, два блокпости, склад боєприпасів та район зосередження.
Прем'єр-міністр України Денис Шмигаль заявив, що уряд виділить 40 мільярдів гривень (1,08 мільярда доларів) на розвиток індустрії безпілотників в країні.
Речник Ради національної безпеки США Джон Кірбі заявив, що українські пілоти проходитимуть навчання на винищувачах F-16 у Данії та Румунії, а Велика Британія даватиме їм уроки англійської мови. За словами Кірбі, неправдою є те, що причиною уповільнення українського контрнаступу є нестача озброєнь, оскільки Україна отримала все, що просила до початку контрнаступу. Він також запевнив, що допомога буде продовжуватися.
Міністерство оборони Великої Британії повідомило, що Росія посилила свої сили на півдні України вдосконаленою версією гелікоптера Ка-52, який відіграє ключову роль у бойових діях у цьому регіоні. Вважається, що Росія втратила близько 40 Ка-52 з початку вторгнення, але саме цей тип вертольотів спричинив значні втрати в Україні. В останні місяці Росія посилила свої сили в Україні невеликою кількістю нових машин у версії Ка-52М, яка була розроблена на основі досвіду російських сил в Сирії; одним з найважливіших удосконалень вертольота є інтеграція нової протитанкової ракети LMUR з дальністю дії близько 15 км.

### 27 липня
Вночі ворог скинув керовану авіабомбу КАБ-250 на п'ятиповерхівку в селищі Ківшарівка на Харківщині, повідомляють в ОВА. З-під завалів будинку дістали тіло 74-річної мирної мешканки. Отримали поранення троє жінок 35, 70 та 73 років і 74-річний чоловік.
Вночі армія РФ завдала ракетного удару «Калібром» по портовій інфраструктурі Одещини, загинув цивільний.
35-та бригада та бійці 7 батальйону «Арей» 129 Криворізької бригади тероборони ЗСУ звільнили село Старомайорське від російської окупації.
Армія Російської Федерації уночі сім разів обстріляла Нікопольський район Дніпропетровщини. Майже три десятки снарядів з важкої артилерії поцілили по Нікополю, Покровській та Червоногригорівській громадах. Пошкоджені освітній заклад, адмінбудівля, компанія зв'язку, пошта та церква. Побиті два двоповерхові будинки і господарська споруда, понівечені лінії електропередач.
В районі окупованої росіянами Запорізької атомної електростанції було чути вибухи, повідомив очільник Держатомрегулювання Олег Коріков. За його словами, звуки вибухів зафіксували спостерігачі місії МАГАТЕ 26 та 27 липня.

### 28 липня

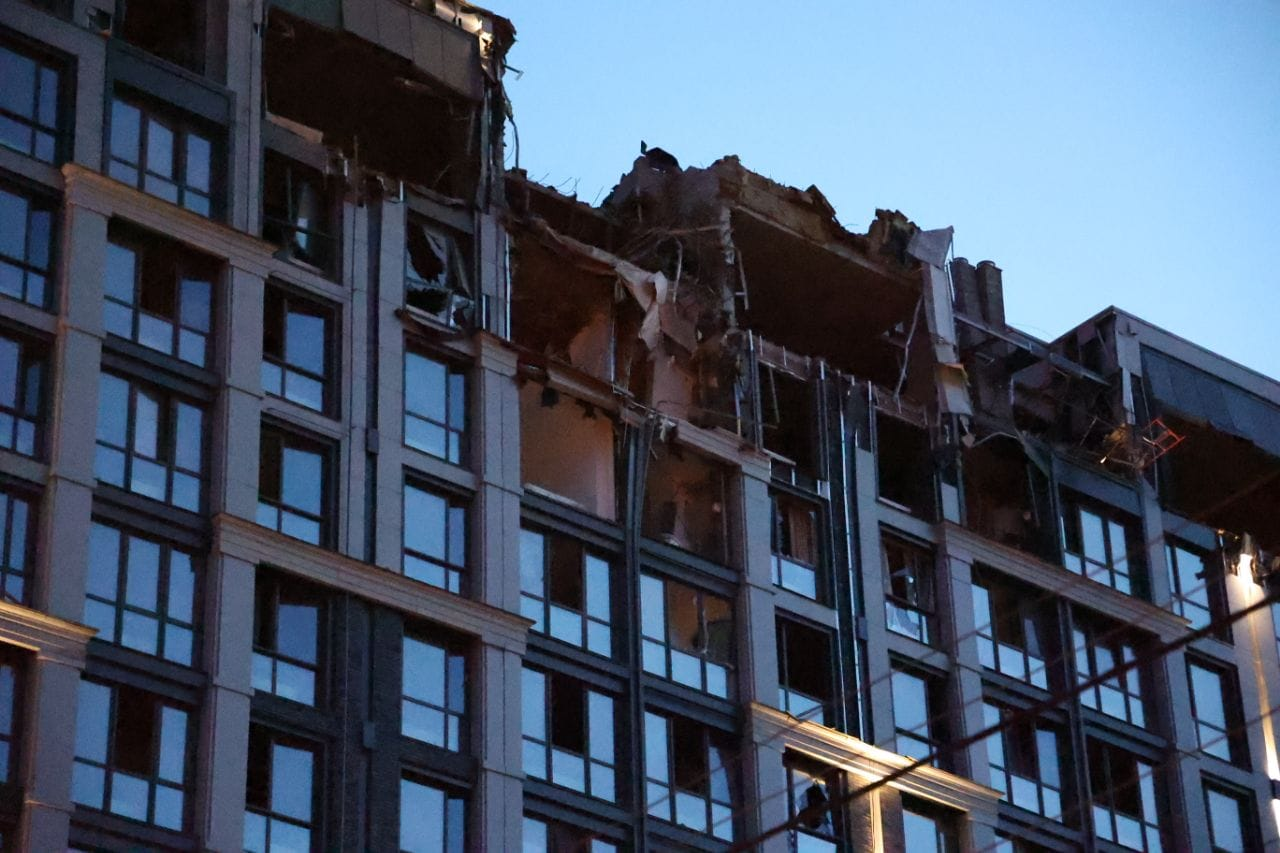
Пошкоджена будівля ЖК «Женева» в Дніпрі. 28.07.2023

РФ заблокувала прохід суден в акваторії Керченської протоки. За рішенням командування Міноборони РФ заборонено прохід усіх маломірних суден і плавзасобів у Темрюкському районі між мисами Хроні та Ахіллеон та північніше лінії між мисами Такіль та Панагія та береговою лінією.
В окупованому Донецьку пролунали вибухи. Під удар потрапила будівля так званої «МВС ДНР».
В 21:09 було завдано ракетного удару по Дніпру. Влучання в багатоповерхівку ЖК «Женева», що не була ще введена в експлуатацію та будівлю СБУ. Підтверджено 9 травмованих осіб. За попередніми даними удар було завдано 2-а ракетами «Іскандер».
Українська військова розвідка повідомила, що диверсанти підірвали склад боєприпасів у Козацькій бухті поблизу Севастополя, на території штабу 810-ї окремої гвардійської бригади морської піхоти РФ у Криму. Близько 22:00 сталося два вибухи та звуки детонації боєприпасів; на місце події прибули кілька машин швидкої допомоги та поліція.
Група окупантів відмовилася воювати за Старомайорське і пошкодила свою техніку.

### 29 липня
Зранку була проведена повітряна атака ЗСУ по Чонгарському мосту для порушення логістичних поставок озброєння ворогу.
Володимир Зеленський приїхав на Бахмутський напрямок на Донеччині.
|                        | Бахмутський напрямок, передові позиції Сил спеціальних операцій. Сьогодні я тут, щоб привітати наших воїнів з їхнім професійним днем, вшанувати їхню силу. Заслухав доповідь командира, поспілкувався з військовими. Дуже потужні, дуже результативні. Дякую! Хоч деталей про актуальні операції ССО й не розкажеш — лише з часом, але виконання вами, хлопці, завдань заради України справді героїчне |
| — Володимир Зеленський | |

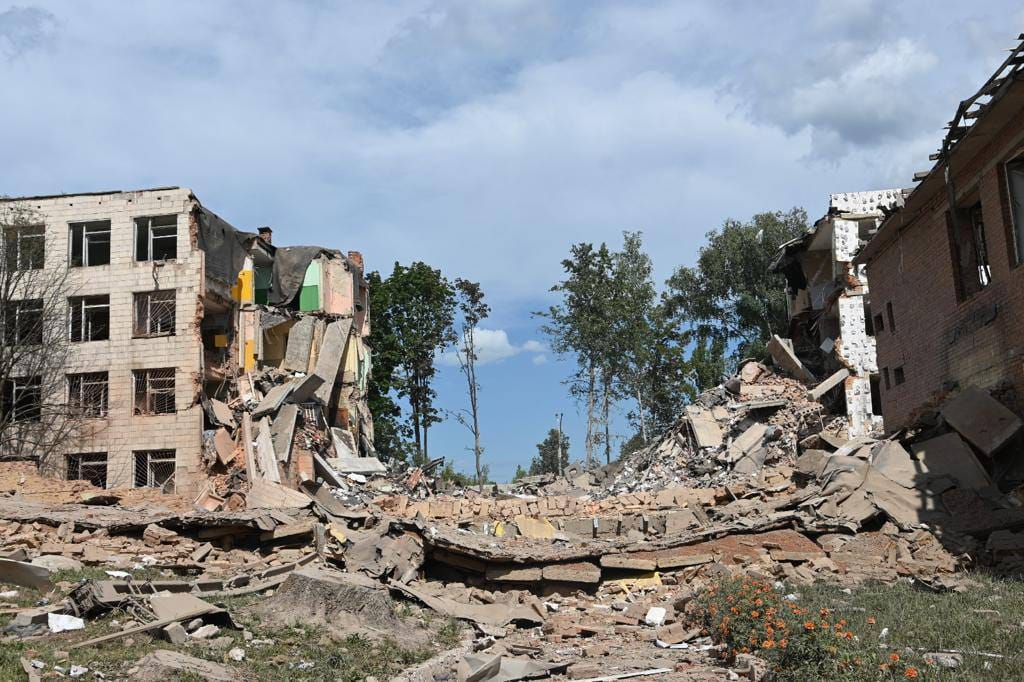
Зруйноване профтехучилище в Сумах

О 21:30 російські війська завдали ракетного удару по закладу освіти у Сумах. 2 людини загинули, 20 травмовані.
На Бахмутському напрямку, за даними Інституту вивчення війни, що ґрунтуються на геолокованих знімках, українські війська змогли просунутися до північно-західної околиці Курдюмівки. Російські джерела повідомляли, що українські війська проводили атаки на Кліщіївку і на інші населені пункти на північ і північний захід від Бахмута.

### 30 липня
Російські окупанти втретє за липень атакували острів Зміїний в Чорному морі за допомогою тактичної авіації.
Вночі над Україною було збито 4 БПЛА «Shahed». 2 було збито в Херсонській області та ще 2 в Дніпропетровській області.
Командувач оперативно-стратегічного угруповання військ «Таврія» генерал Олександр Тарнавський повідомив, що українські війська наступають на південному фронті, досягаючи великих успіхів у цьому напрямку. Він додав, що під час боїв росіяни втратили понад дві роти вбитими і пораненими, а також було знищено 20 одиниць військової техніки.
Український генеральний штаб повідомив, що російські війська зосередили свої атаки переважно на Куп'янському та Мар'їнському напрямках, де було відбито понад 20 атак. На Куп'янському напрямку російські війська провели невдалі атаки на схід від Берестового. На Мар'їнському напрямку безуспішні обстріли відбулися в районах Мар'їнки та Побєди. Протягом доби Росія здійснила чотири ракетних удари, 42 авіаудари та 76 обстрілів українських позицій та населених пунктів, повідомляється про жертви серед мирного населення та зруйновану інфраструктуру. Українська авіація завдала сім авіаударів по районах зосередження; артилерія знищила зенітний ракетний комплекс, вісім артилерійських установок, дві станції радіоелектронної боротьби та два райони зосередження. Речник військової розвідки Андрій Черняк повідомив, що Росія примусово мобілізувала близько 60 000 чоловіків на окупованих територіях України з початку вторгнення у 2022 році.

### 31 липня

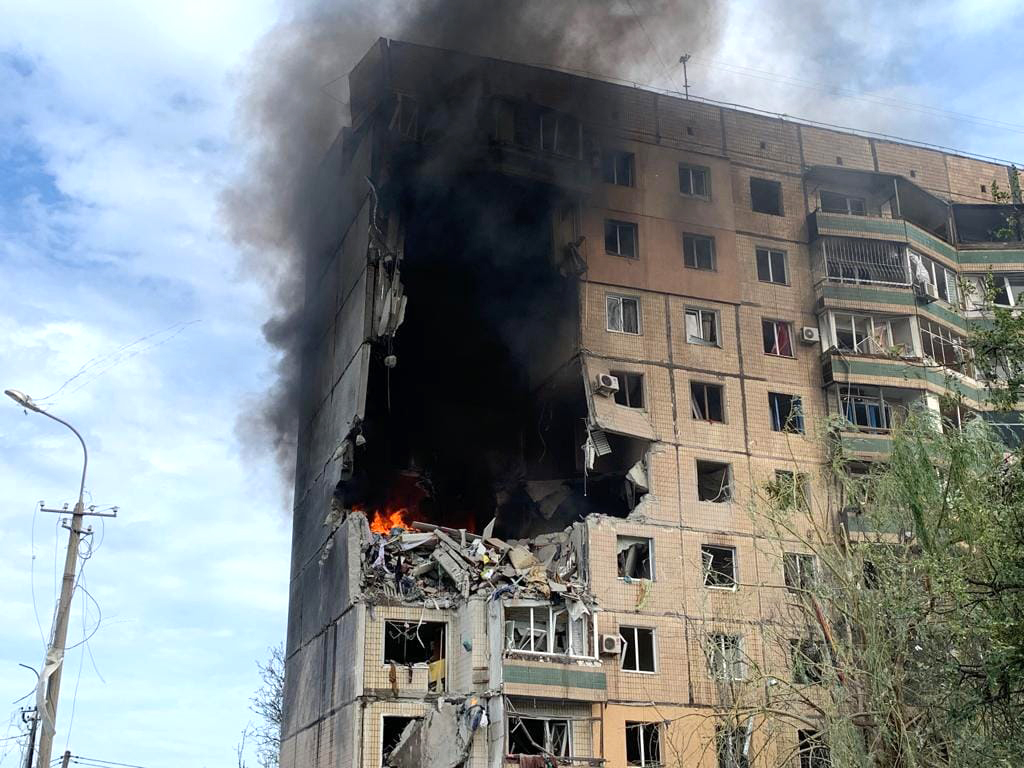
Будинок у Кривому Розі після ракетного удару

Вночі російські окупанти вдарили ракетами по Харкову, внаслідок чого був поранений 61-річний охоронець. Ворог вдарив двома ракетами комплексу С-300 з території Бєлгородської області. Внаслідок ворожого артилерійського обстрілу загорівся будинок у селі Шийківка. Травмовано 53-річну жінку та чоловіка 76 років. Загинула 74-річна жінка.
О 8:20 російські окупанти обстріляли центральну частину Херсона з РСЗВ «Град» одна людина загинула.
О 9:10 було завдано ракетного удару по Кривому Рогу. Загинули 6 людей та 75 поранено, зокрема четверо дітей. Ворожі ракети влучили у багатоповерховий будинок та навчальний заклад. Після влучання ракети у будинок виникло загоряння квартири на рівні 4 поверху на площі приблизно 70 метрів квадратних.
Зранку Росія обстрілювала Херсон та інші міста Херсонщини. Внаслідок атак окупантів у місті постраждало 17 людей, і ще троє загинули, повідомив голова Херсонської ОВА Олександр Прокудін.
Про події наступного місяця — див. у статті Хронологія російського вторгнення в Україну (серпень 2023)